# Rückenfigur

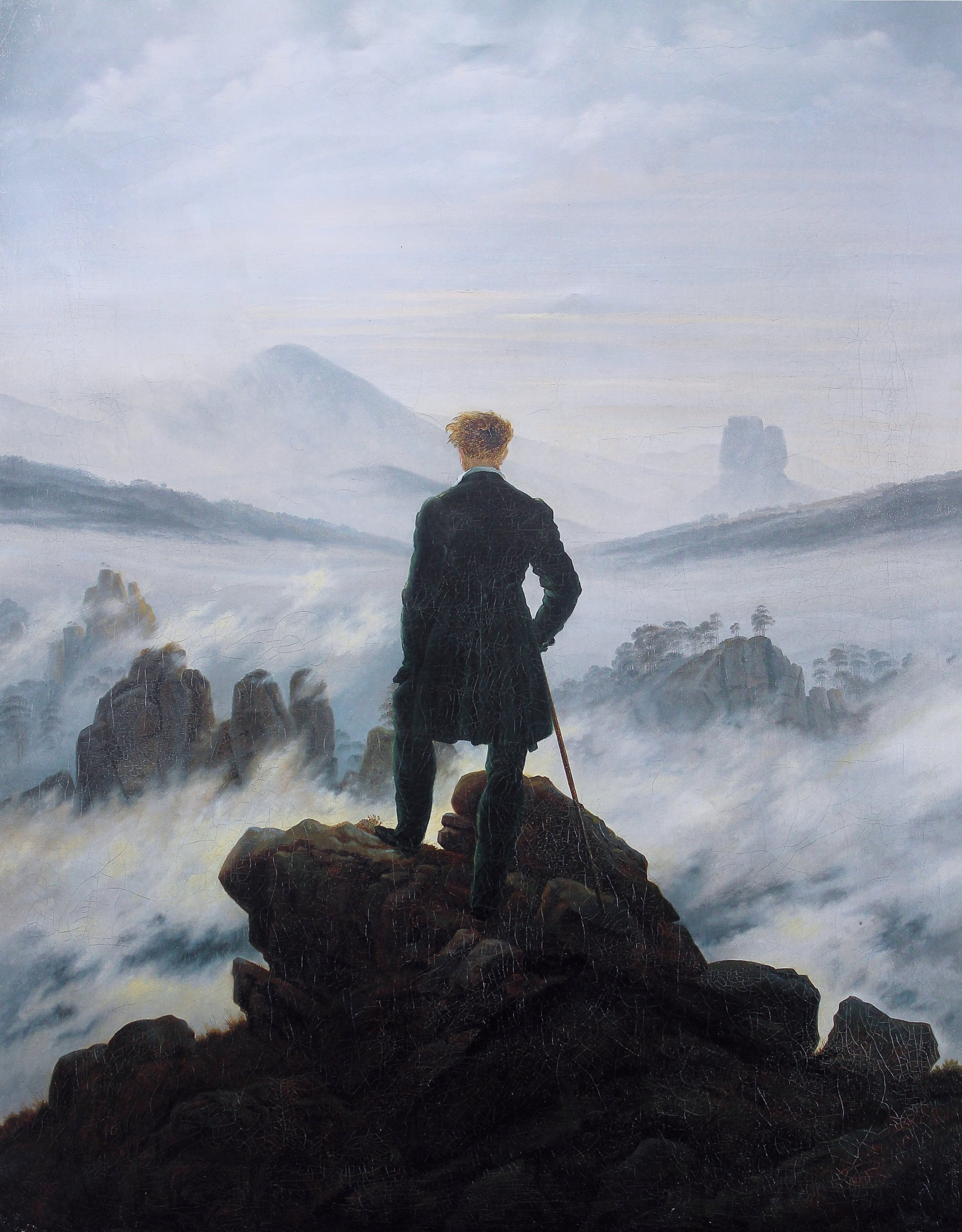
Die bekannteste Rückenfigur der Kunstgeschichte: Caspar David Friedrich Der Wanderer über dem Nebelmeer, 1818

Die Rückenfigur ist ein Sujet der Malerei und Grafik, der Fotografie sowie des Films. Sie dient der Darstellung des Tiefenraums auf einer zweidimensionalen Bildfläche, mittels der sich der Betrachter mit der ins Bild schauenden Figur identifizieren und so die zu vermittelnde Räumlichkeit nachempfinden kann. Die Rückenfigur hat ihren Ursprung in der Kunst der Antike und ist seitdem der Wandlung des Bildverständnisses jeder Kunstepoche unterworfen.

## Funktion
Von der vormodernen Rückenfigur von Giotto bis ins 18. Jahrhundert lassen sich Rückenfiguren meist als Repoussoir oder bloße Staffage charakterisieren. Sie wird als Figur vorwiegend räumlich gedacht und steht in Beziehung zu anderen Figuren oder symbolhaften Gegenständen des Bildes. Eine Sonderform der Rückenfigur zeigt sich gelegentlich in den sogenannten Capricci, wo durch Verkehrung der Perspektive Personen mehr von hinten als von vorn aufgenommen erscheinen. Als Repoussoir wirkt die moderne Rückenfigur für den Betrachter als Vermittlerin in die Bildtiefe und bietet sich als Identifikationsfigur an. Bis zur Romantik folgt der Einsatz der Rückenfigur mit einer erzählenden oder kompositorischen Begründung. In der zweiten Hälfte des 19. Jahrhunderts steht sie vor allem durch den Rückenakt korrespondenzlos und allein durch ihre ästhetische Wirkung im Mittelpunkt des Bildes. In der Bildsemantik ist die Rückenansicht des Menschen Träger von Mehrdeutigkeit, codiert in ihrer kulturspezifischen und historischen Ausprägung.

## Malerei und Grafik

### Antike

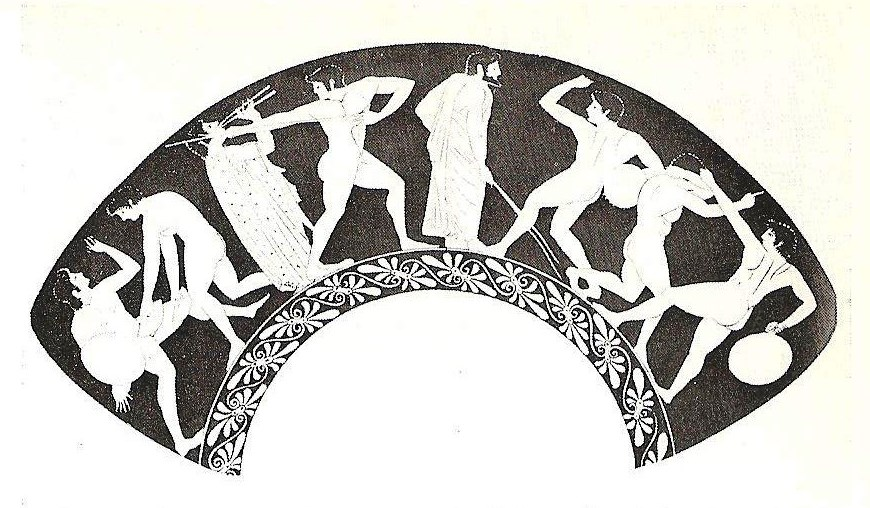
Griechisches Vasenbild, Werkstatt des Pamphaios, 4. Viertel des 6. Jahrhunderts v. Chr.

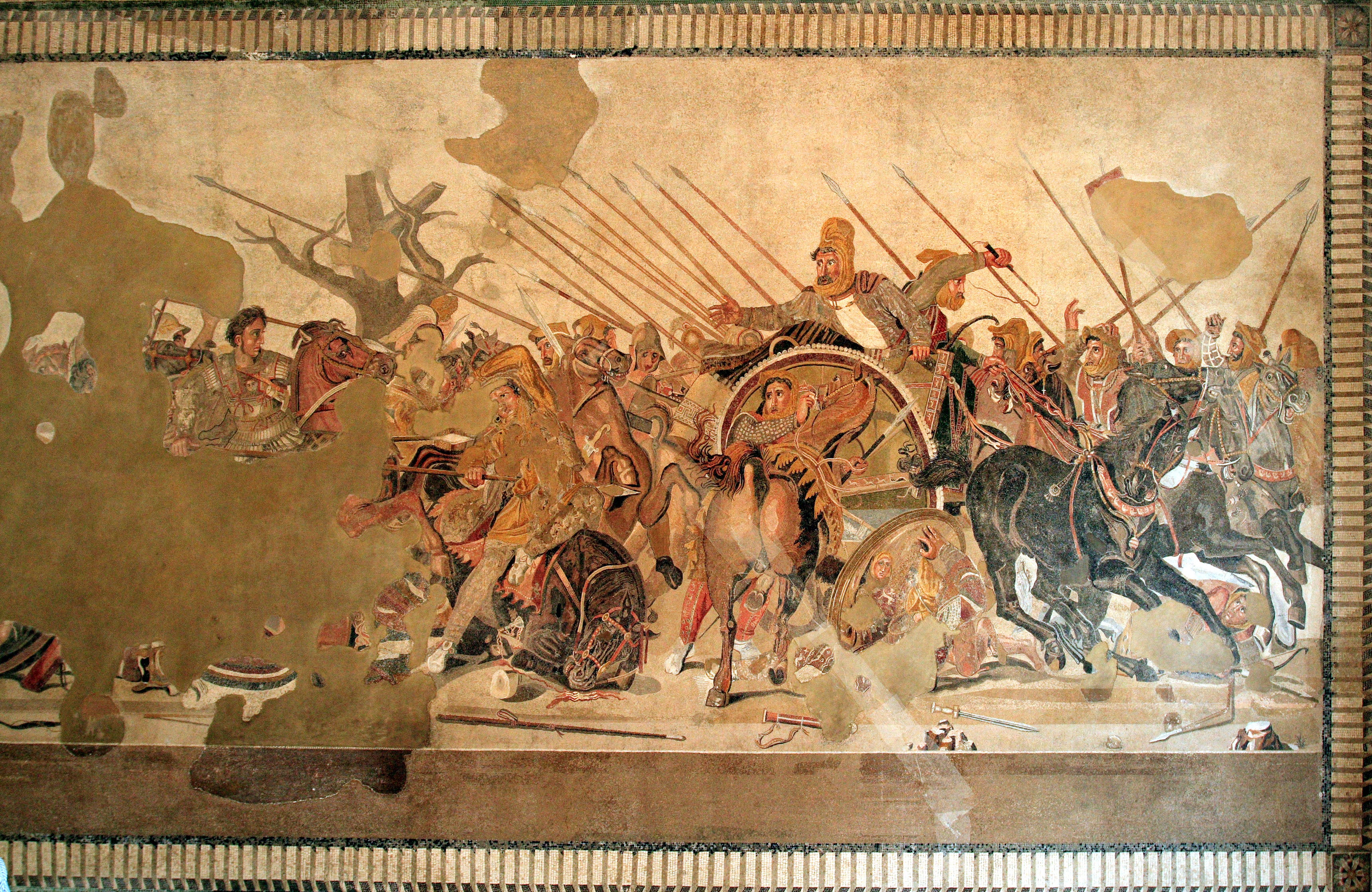
Alexandermosaik, Pompeji, ca. 150–100 v. Chr.

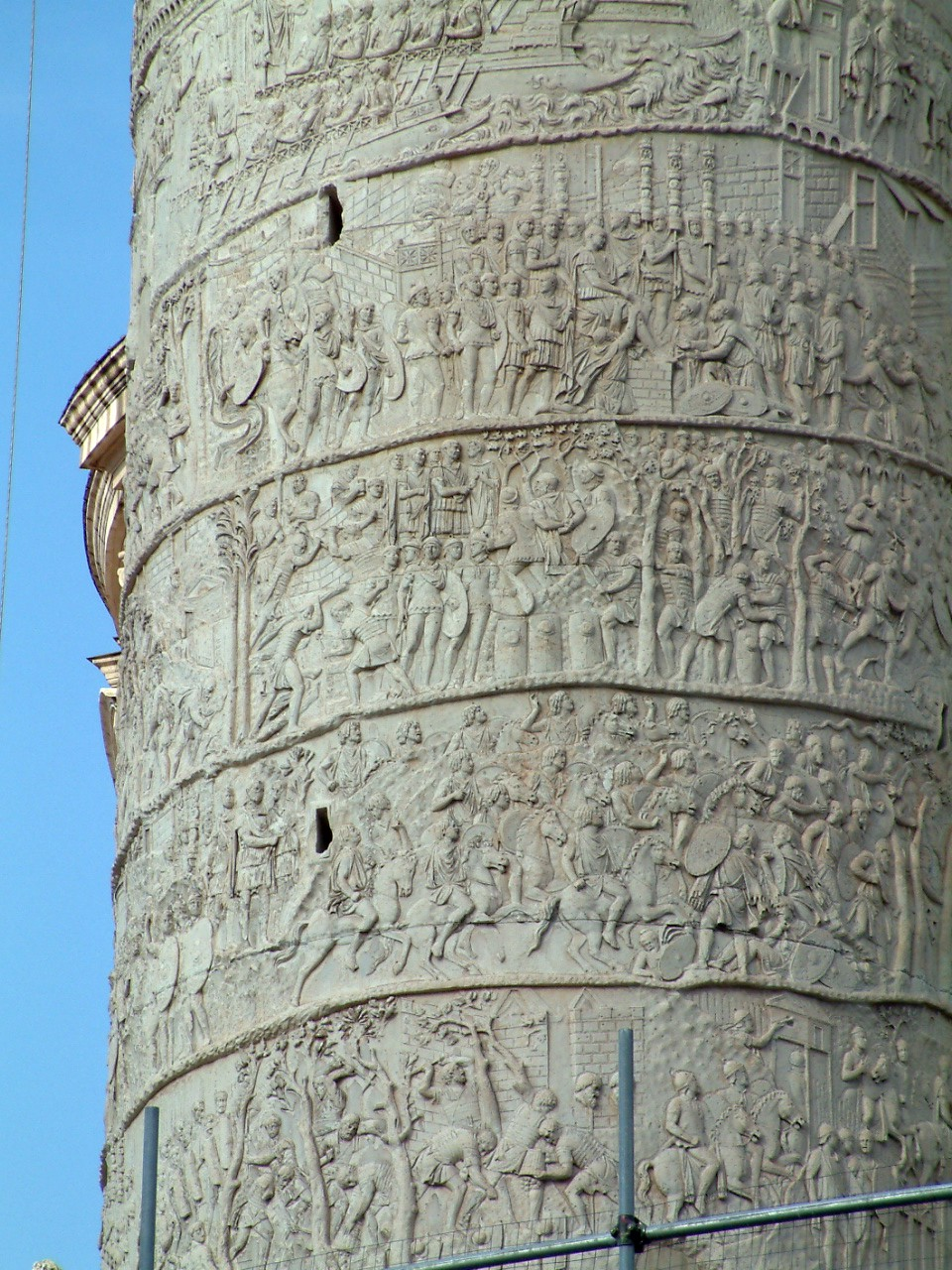
Details der Reliefdarstellung der Trajanssäule

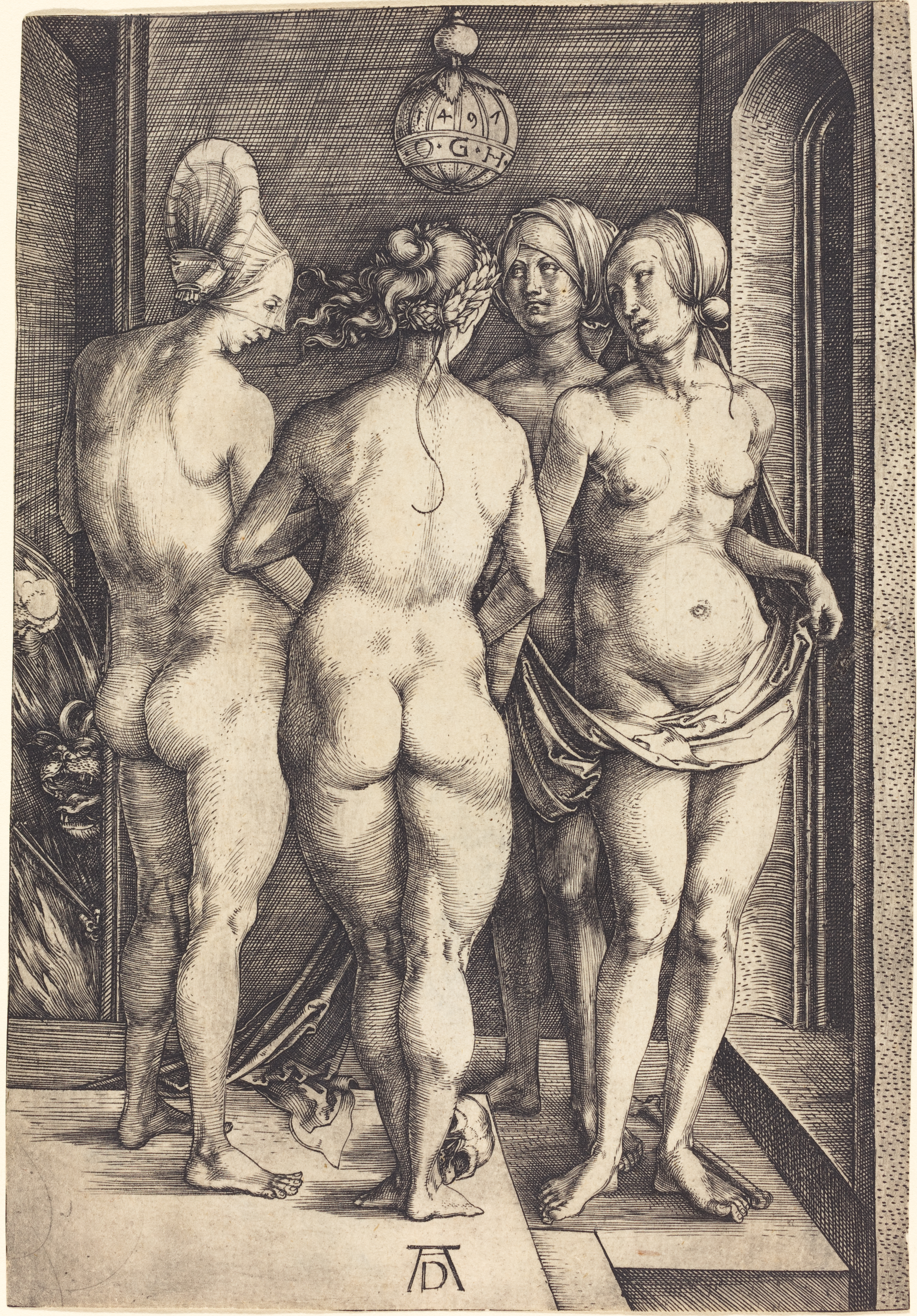
Albrecht Dürer: Vier nackte Frauen (Vier Hexen), 1497, Kupferstich

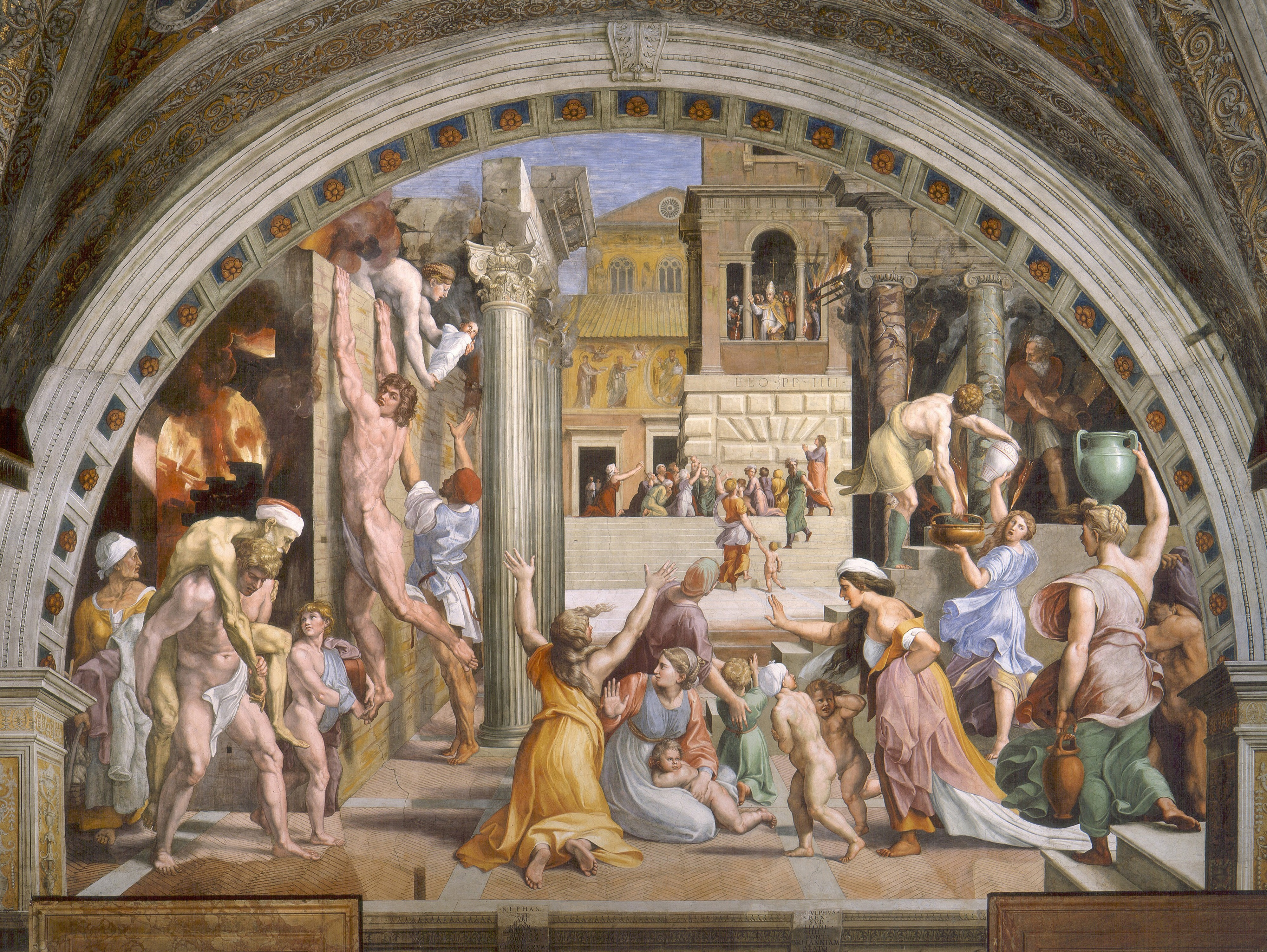
Raffael: Stanza dell'Incendio di Borgo, 1514

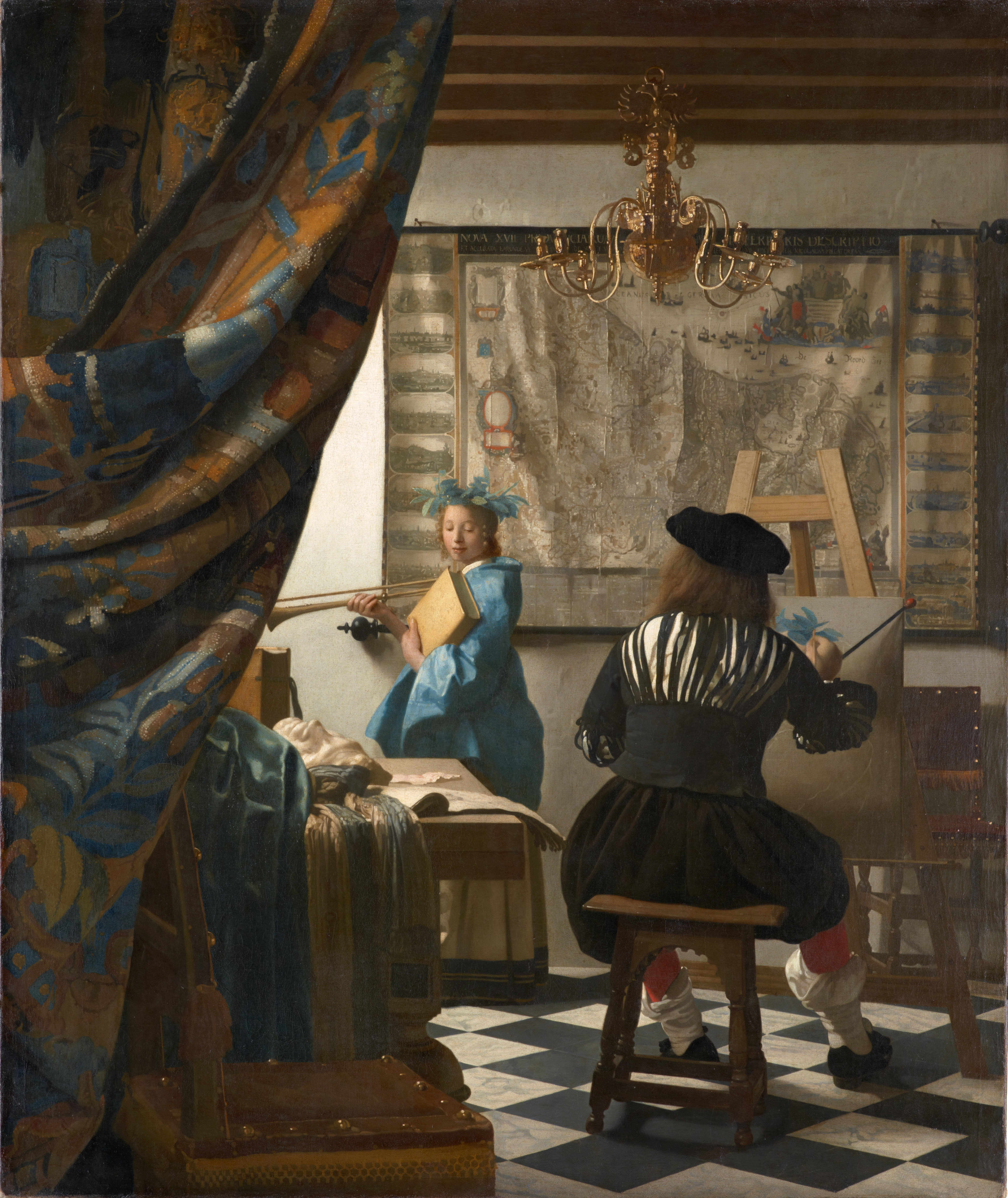
Jan Vermeer van Delft: Die Malkunst, etwa 1666

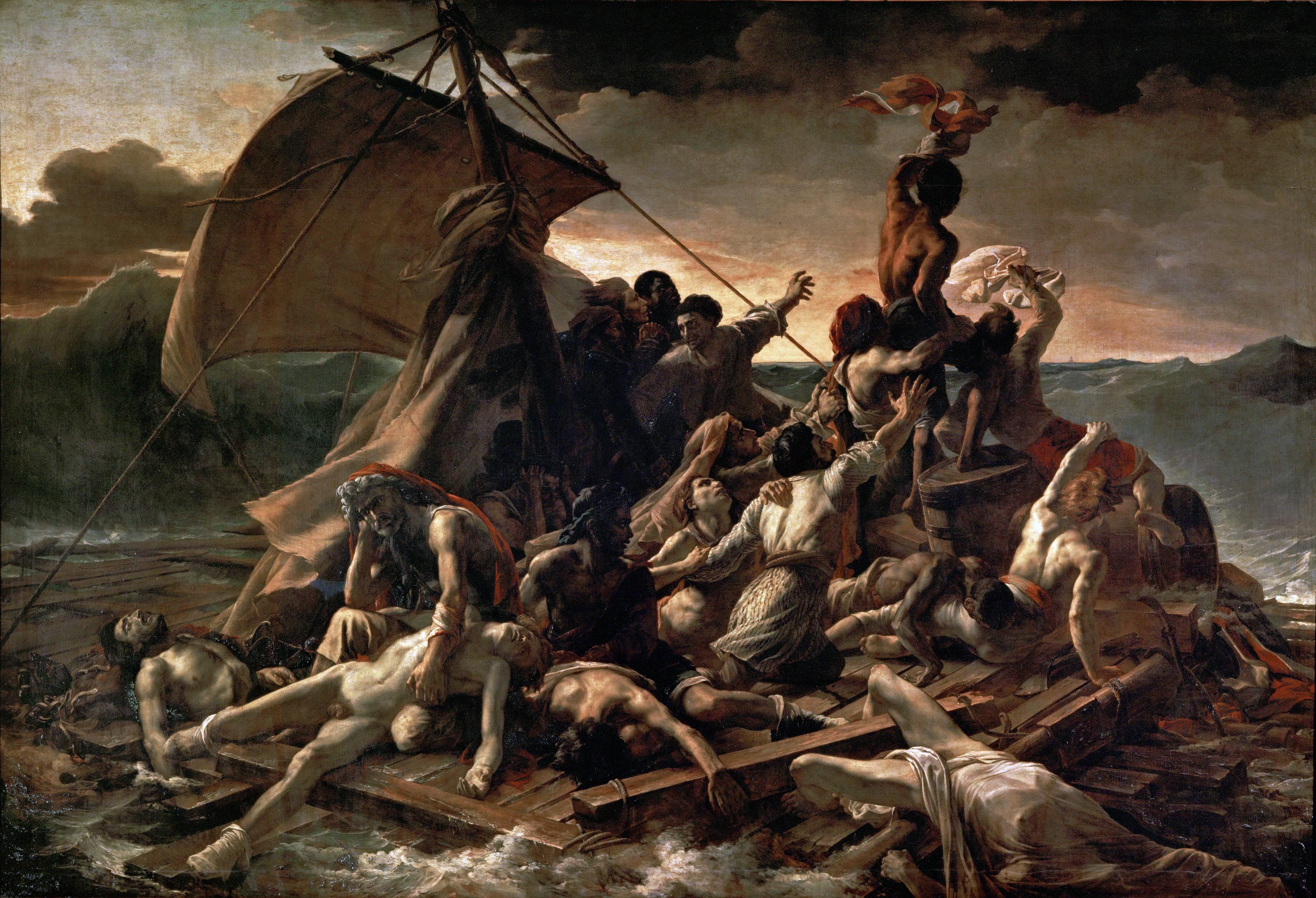
Théodore Géricault: Das Floß der Medusa, 1818–19

Die Geschichte der Rückenfigur beginnt in der archaischen Epoche des 6. vorchristlichen Jahrhunderts. Die Darstellungen sind zunächst Profilfiguren auf Wandfriesen mit teilweiser Drehung der Körper in die Rückenansicht. Von einer ersten formvollendeten Rückenansicht der menschlichen Figur kann man bei einer griechischen Vase des Euphronios am Ende des 6. Jahrhunderts v. Chr. sprechen. Erste Rückenfiguren, die eine lebendige diskontinuierliche Raumtiefe schaffen, sind in den erhaltenen Fresken der Villen von Pompeji sehen. Meist sind es hier ihrem Herren zugewandte nackte Sklaven, die mit der Hinteransicht im Vordergrund platziert sind. Als Beispiel einer kunstvollen Komposition gilt das Alexandermosaik in der Casa del Fauno in Pompeji, das Ende des 2. Jahrhunderts v. Chr. geschaffen wurde. Mensch und Pferd aus unterschiedlichen Blickwinkeln aufgenommen, bringen die Dynamik in die Schlachtszene. Die griechische und römisch-pompejanische Malerei schuf zwischen den Einzelelementen des Motivs eine immer wirksamere körperlich-mimische und räumlich-perspektivische Verbindung, um Tiefenraum im Bild zu gewinnen.
Mit Beginn des 2. Jahrhunderts n. Chr. gibt es eine rückläufige Entwicklung im Raumcharakter des Bildes, die Gegenstände und Personen werden immer mehr in der Fläche isoliert, verlieren an plastischer Substanz. Die Reliefs an der Trajanssäule in Rom sind für diesen langsamen Prozess symptomatisch und stellen die erste Phase der Verflächigung des Bildes dar. Die Größenverhältnisse der Figuren orientieren sich nicht mehr an der optischen Erfahrung. Die Rückenfigur verschwindet nicht mit der allmählich überwundenen antiken Raumanschauung, sie behält ihren bildformalen Sinn, passt sich den veränderten Gegebenheiten an, wird nun meist flächenparallel gebaut und nur noch motivisch angelegt. Nach der justinianischen Epoche im 6. Jahrhundert und dem Niedergang der Künste in Westrom und Byzanz beendete der Bilderstreit diese Entwicklung, da über ein Jahrhundert die Darstellung religiöser Motive verboten war.

### Mittelalter
Die Malerei des frühen Mittelalters reduziert Raum und Körper gleichermaßen auf die Fläche. Der Zusammenhang der Bildelemente bringt religiöse oder weltliche Hierarchien zum Ausdruck. Die Rückenfigur wird als sinnbildliches Zeichen verstanden. War die Rückenfigur in der Spätantike noch motivisch herzuleiten und funktional auf Bildteile angelegt, ist sie in der ottonischen Zeit für einen einheitlichen Raum konzipiert, geht aus einer gedanklich-logischen Beziehung hervor. Ein Elfenbeinrelief mit der Himmelfahrt Christi aus dem 9. bis 10. Jahrhundert bringt diese substanzielle Einheit von Figur und Raum exemplarisch zum Ausdruck. In der Gotik wird die strenge flächenhafte Bindung der Figur durch die Wiederherstellung eines plastischen Volumens aufgehoben. Jetzt werden in der Ordnung des Bildes die Figuren und Gegenstände in ein räumliches und zeitliches Verhältnis gesetzt, ohne die transzendente Symbolik der Romanik aufzugeben. Das Abendmahl-Relief des Lettners im Naumburger Dom bietet einen plastisch durchgeformten Körperraum, in dem die Handbewegung des mit dem Rücken am Bildrand sitzenden Judas raumerobernde Gebärde wirkt, wobei die Runde für den Betrachter offen bleibt. Die Verblockung des Bildes durch die Rückenfigur gibt es erst im frühen Trecento bei Giottos Abendmahl in der Arenakapelle von Padua oder bei der Erscheinung des hl. Franziskus in Arles. Giotto als Wegbereiter der italienischen Renaissance überführt die Figurenbühne des französisch-gotischen Reliefs in die Fläche und beginnt so die neue Malerei. Die vom Rücken her gesehenen Gestalten werden nun in Form einer Grenzfigur verwendet. Symbolisiert ist das Fürsichsein des bildlichen Geschehens, und der Betrachter wird in die Rolle des Außenseiters verwiesen. Giottos neue bildformale Qualität besteht in der dialektischen Verfahrensweise, die Rückenfiguren zwischen Kunstraum und Realraum zu schalten.

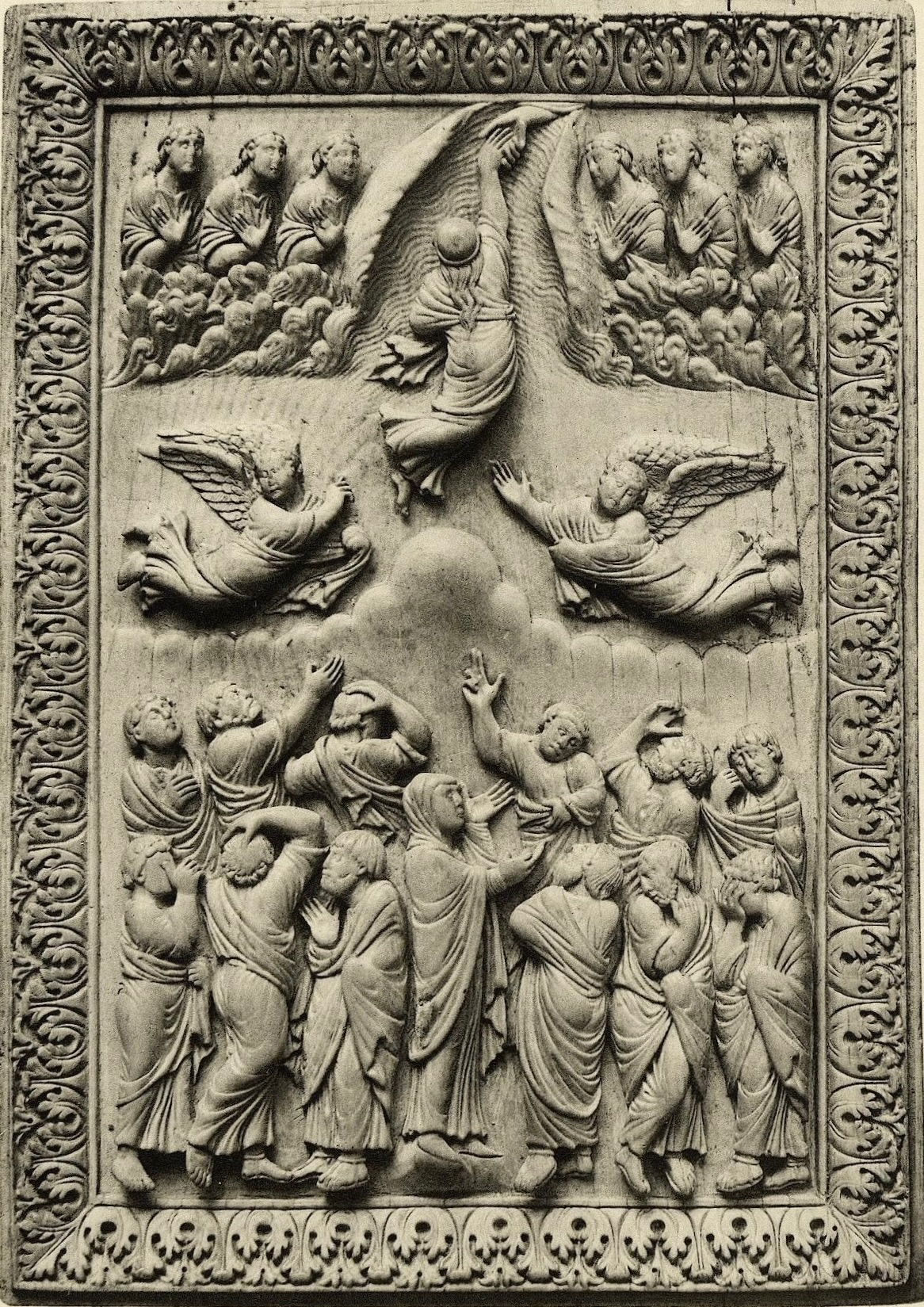
Himmelfahrt Christi, Elfenbeinrelief, 9.–10. Jahrhundert
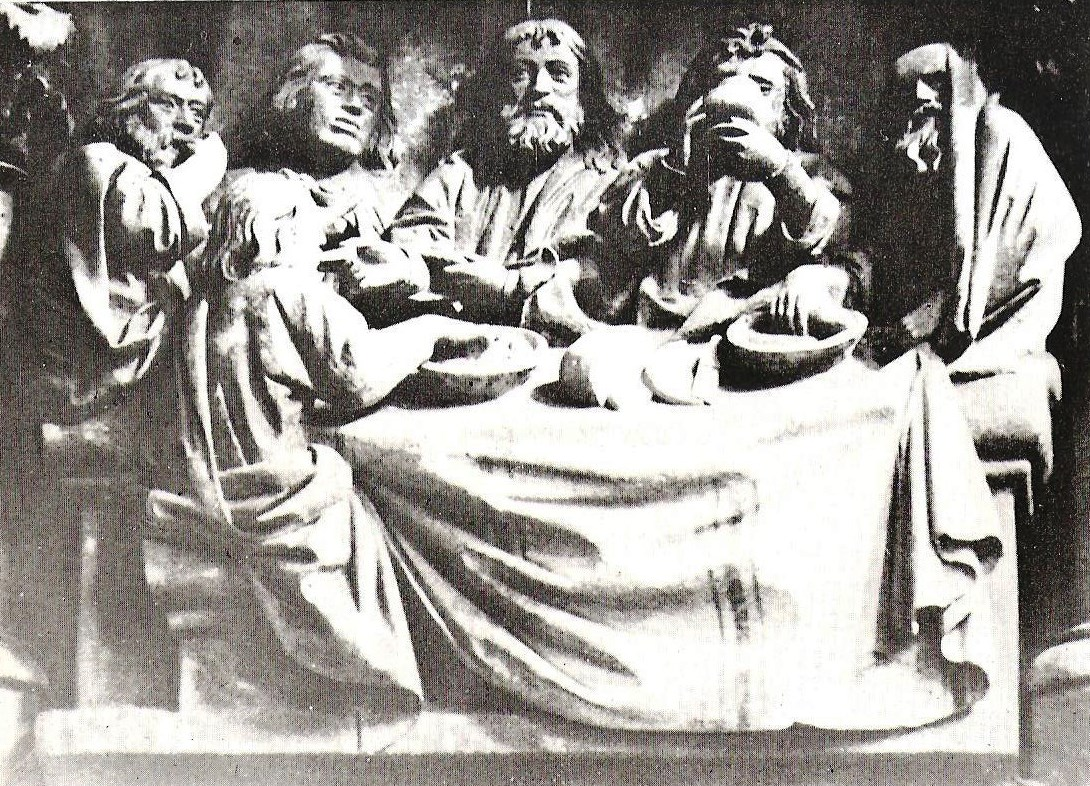
Abendmahl, Naumburger Dom, Relief des Lettners
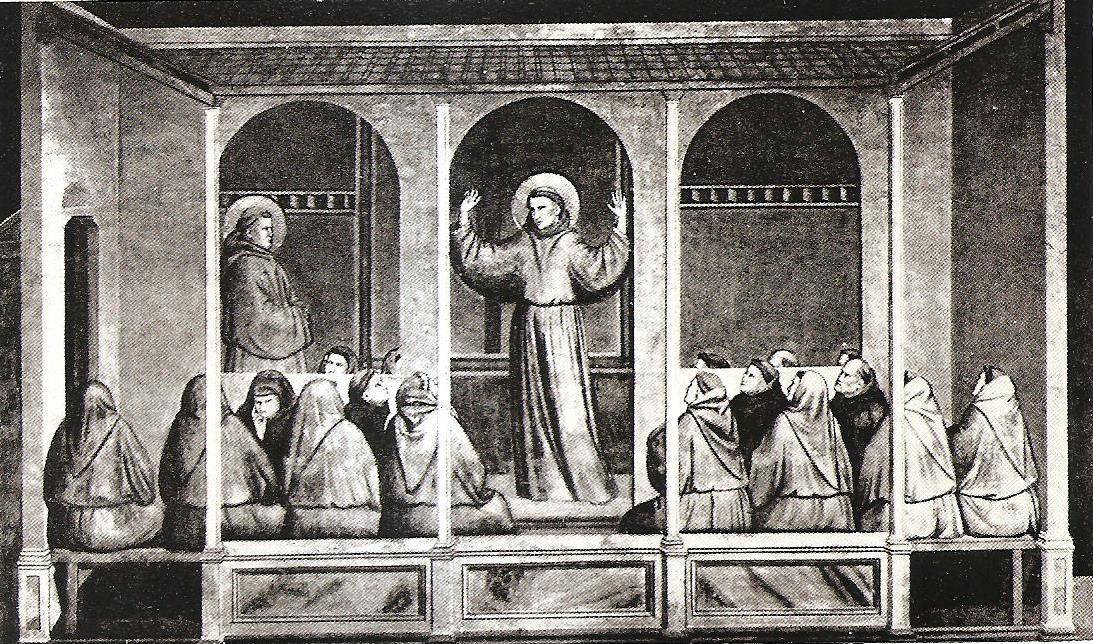
Giotto di Bondone: Der Heilige Franz von Assisi erscheint den Brüdern in Arles, Florenz, S.Croce, Cappella Bardi

### Renaissance
In der Frührenaissance begann eine Aufwertung der einzelnen Figur im Bild als narratives Element aber auch mit dem Ziel, Anmut und Harmonie zu zeigen. Die Skizzenarbeit wurde durch bessere Kenntnisse der Anatomie verfeinert. Die Maler interessierten sich für mythologische Themen in monumentalen Szenen. Die Porträtmalerei wurde beliebter und bekam naturalistische Züge. Es gab erste psychologisierende Bildszenen. Diese Entwicklung führt zu einer größeren Bedeutung der Rückenfigur vor allem für die Körperstudie und die Dynamik der religiösen Bilderzählung. In der Fresken-Malerei fungieren die Körper des vom Betrachter abgewandten Menschen oft als Zeigefigur oder im Sinn des Bildimpulses agierend. Raffael entwickelte die Rückenfigur zu einer mehr und mehr dynamischen und dramatischen Figur, indem er zunehmend Gesten verwendet, um Affekte auszudrücken. Etwa im Fresko Stanza dell'Incendio di Borgo (1514) dienen die Rückenfiguren dazu, dem Betrachter ins Bild hineinzunehmen, in dem sie wichtige Blickachsen vermitteln und dabei gleichzeitig ihr eigenes Erleben des Bildgeschehens demonstrieren. Albrecht Dürer macht in seinem Kupferstich Vier nackte Frauen (1497) die Rückenfigur zum geheimnisvollen Zentrum der nur durch Blicke verbundenen nackten Frauen. Wie Leonardo da Vinci dient ihm die Rückenfigur zu anatomisch genauen Studien des menschlichen Körpers.

### Holländische Malerei des 17. Jahrhunderts
In der holländischen Malerei der zweiten Hälfte des 17. Jahrhunderts erlangte die Rückenfigur Bedeutung durch das Bedürfnis des Bürgertums nach einer neuen Repräsentation von Innerlichkeit und Privatheit im Bild. Die gemalten Interieurs wurden zum Raum einer ausdifferenzierten Visualisierung des Psychischen, in der die Körper zeigen konnten, was in der Seele vor sich geht. Gleichzeitig entwickelte die Kunst eine Ikonografie der Gestik und Mimik, die Rücksicht auf Standesregeln und Sittenkodex nahm. Es etablierte sich das Genre der liebesbrieflesenden Frau. Die Rückenfigur bildete in reflexiver Form den Kompromiss von Zeigen und Verbergen, die von den Holländern in fantasiereichen Facetten variiert wurde. Beispiel für eine das Bild dominierende weibliche Figur ist das Gemälde Eine Dame in weißem Atlas vor dem Bett mit roten Vorhängen von Gerard Terborch. Obwohl das Gesicht der Frau nicht zu sehen ist, lässt die Kopfhaltung vermuten, dass sie etwas liest oder nachsinnt. Dies geschieht in einer Weise, die den Betrachter zur Spekulation reizt, vor allem auch deshalb, weil die Frau ein Zitat der Hauptfigur des Gemäldes Väterliche Ermahnung desselben Malers ist. Sie wird aber auch zitiert als Paraphrase Caspar Netschers nach Terborch in dem Bild Die Pantoffeln von Samuel van Hoogstraten, der die Rückenfigur in einen neuen beziehungsreichen Abwesenheitskontext stellt. Welche Konjunktur die ästhetische Inszenierung von Mehrdeutigkeit in der Rückseite von Objekten in dieser Zeit hervorbrachte, zeigt das sehr plastische Trompe-l’œil-Bild mit dem Titel Rückseite eines Gemäldes von Cornelis Gijsbrechts.

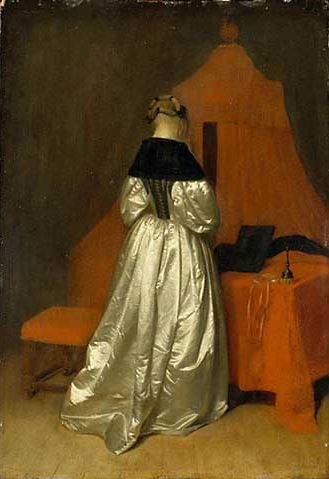
Gerard Terborch: Eine Dame in weißem Atlas vor dem Bett mit roten Vorhängen, 1660
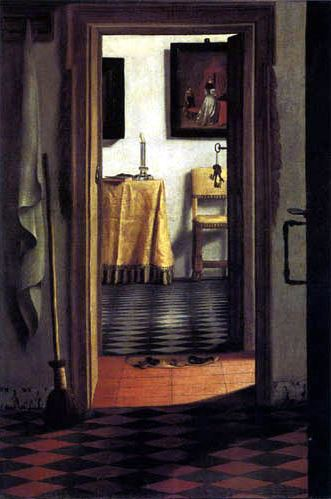
Samuel van Hoogstraten: Die Pantoffeln, 1658
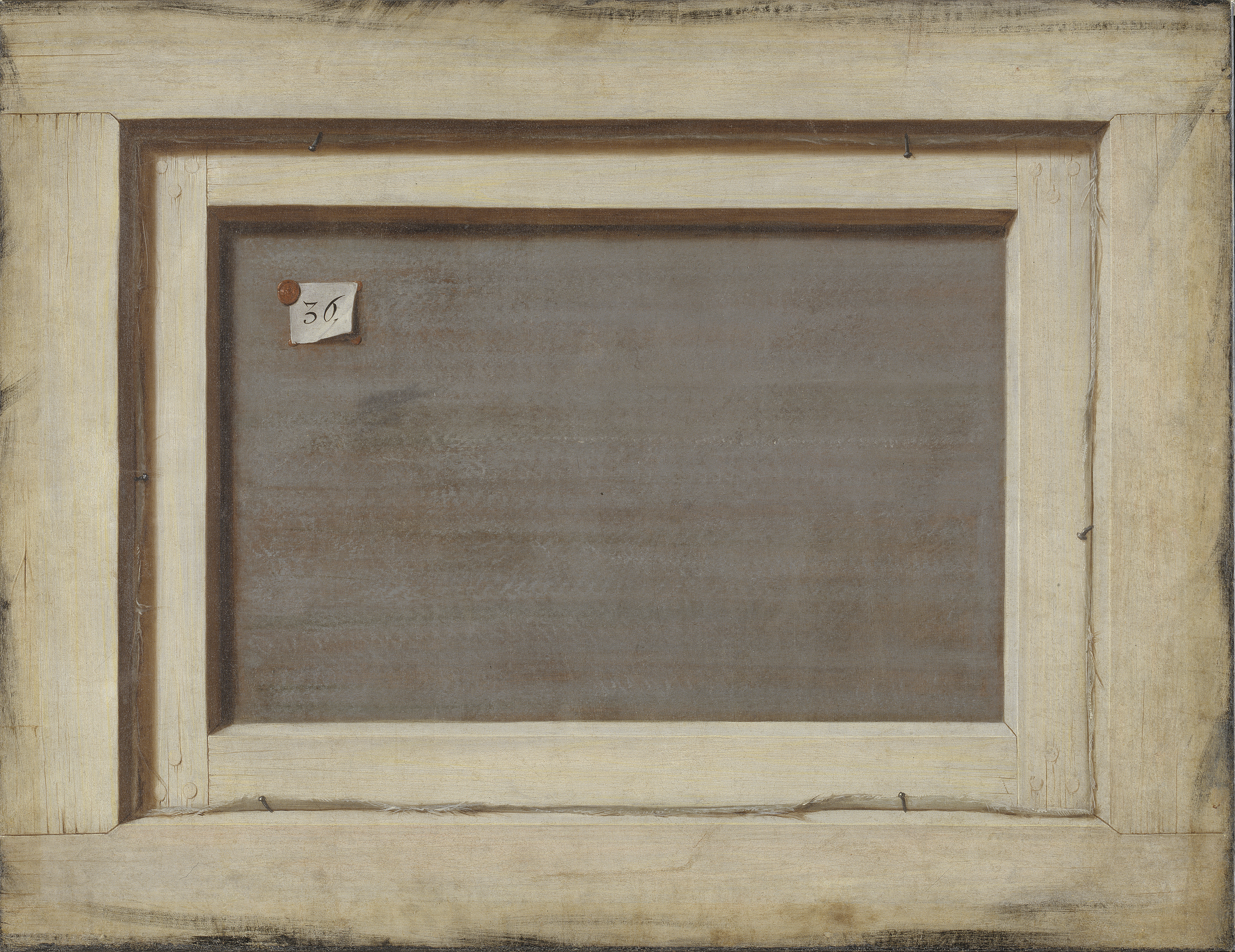
Cornelis Gijsbrechts: Rückseite eines Gemäldes, 1668–1672

### Allegorie der Malkunst
Jan Vermeers Gemälde Die Malkunst macht die Rückenfigur des Malers zum reflexiven Mittelpunkt einer Allegorie. Der Betrachter schaut dem Künstler beim Malen zu oder wie Vermeer das Malen eines Porträts malt und kann dennoch das Sehen des Malers nicht sehen. Im linken Vordergrund lädt ein Stuhl den Betrachter ein, Platz zu nehmen. Zu dem an der Staffelei sitzenden Maler sind allegorische Gegenstände in Beziehung gesetzt, die ebenfalls mit dem Vorgang des Kopierens oder Verhüllens zu tun haben: die Gipsmaske auf dem Tisch, das Buch in der Hand des Modells, die Landkarte an der Wand oder der zur Seite geschlagene Vorhang, der erst den Blick auf das Interieur freizugeben scheint. Der von hinten gezeigte Mensch ist der Träger der Mitteilung dieses vielfältig präsentierten emblematischen Wissens, einschließlich der meisterhaft im Bild beachteten Perspektivregeln, die etwa das Modell in den Fluchtpunkt des Bildes stellen.

### Das Floß der Medusa
In der französischen Romantik stellt Das Floß der Medusa von Théodore Géricault die psychologisierende Rückenansicht dar. Das barocke Lichtspiel auf der muskulösen Anatomie der Schiffbrüchigen verkörpert plastisch im Sinn des Wortes die verzweifelte Hoffnung auf Rettung aus der Seenot. In der kunstvoll gebauten Monumentalität einer klassischen Pyramidenform steht der mit einer zerschlissenen Fahne winkende Mann kompositorisch wie eine Galionsfigur für den Lebenswillen im Gegensatz zu den auf dem Floß in frontaler Offenheit daliegenden toten Menschenkörpern. Die Rückenfigur ist hier im Wesentlichen Träger von Emotionalität und Symbolik der Bildkomposition.

### Russische Malerei

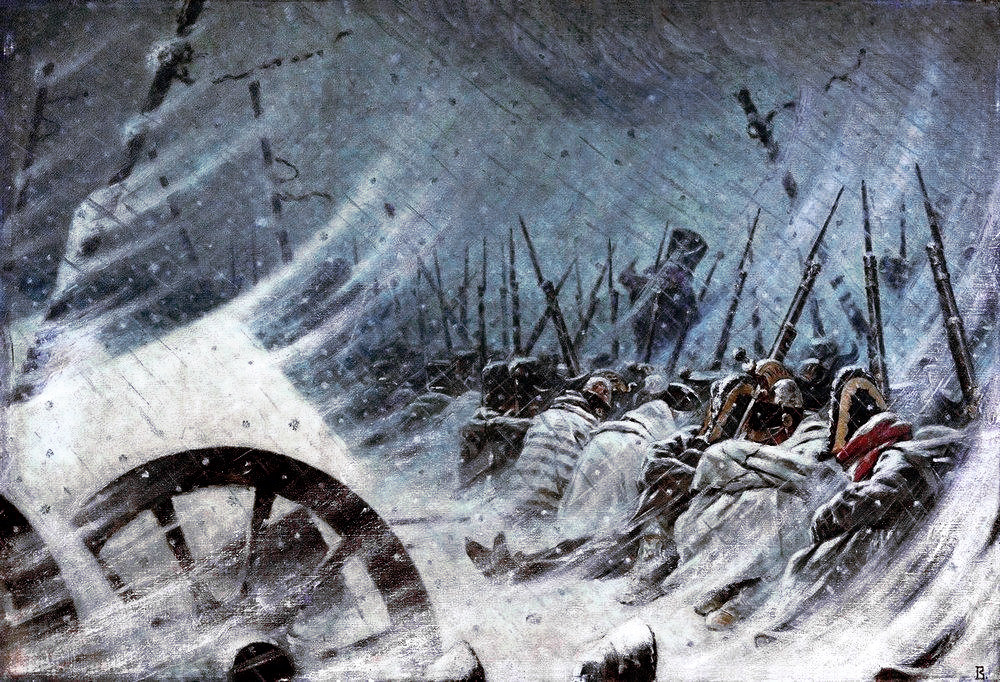
Nachhut Napoleons beim nächtlichen Biwak, Gemälde

In der Russischen Malerei verleiht das Gemälde Nachhut Napoleons beim nächtlichen Biwak (19. Jh.) dem nahenden Ende des Napoleonischen Feldzuges durch die exemplarische Darstellung der dem Sturm ausgesetzten Rücken an Rücken in den Schnee geduckten Soldaten einen hoffnungslos-sinnfälligen Ausdruck.

### Caspar David Friedrich
Caspar David Friedrich entwickelte die Rückenfigur zum zentralen Thema der Landschaftsmalerei. Der Maler der Romantik geht über ihre bis dahin traditionelle Funktion als Maßstab, Kompositionselement oder Lehrhinweis hinaus. Bei ihm bestimmt die Rückenfigur wesentlich Bildgestalt und Symbolgehalt seiner Gemälde, Aquarelle und Sepien. Es handelt sich dabei weniger um Naturdarstellungen als um konstruktive Kompositionen mit theatralen Zügen. Seine Rückenfiguren sind Inbegriff der romantischen Subjektivitätsvorstellung. Der Maler macht damit nicht nur ein weitgehend sinnoffenes Kontemplationsangebot für den Betrachter, er thematisiert die Sinnoffenheit geradezu; denn auch die Vernetzung der Zeichen im Auge des Beobachters ergibt keinen Gesamtsinn. Meist sind es in der Landschaft isolierte Figuren, einzeln oder in kleinen Gruppen, die handlungslos Zwiesprache mit der Natur halten. In diesem Verhältnis von Mensch und Natur tritt das göttliche Universum in seiner transzendentalen Unendlichkeit in Erscheinung, der Friedrich eine aperspektivische und unmessbare Raumqualität verleiht. Durch eine solche Sinnzuschreibung wurden Bilder wie Der Mönch am Meer, Frau vor der untergehenden Sonne oder Zwei Männer in Betrachtung des Mondes zu Ikonen der romantischen Malerei. Die bekannteste in der Reihe dieser Gemälde ist Der Wanderer über dem Nebelmeer.

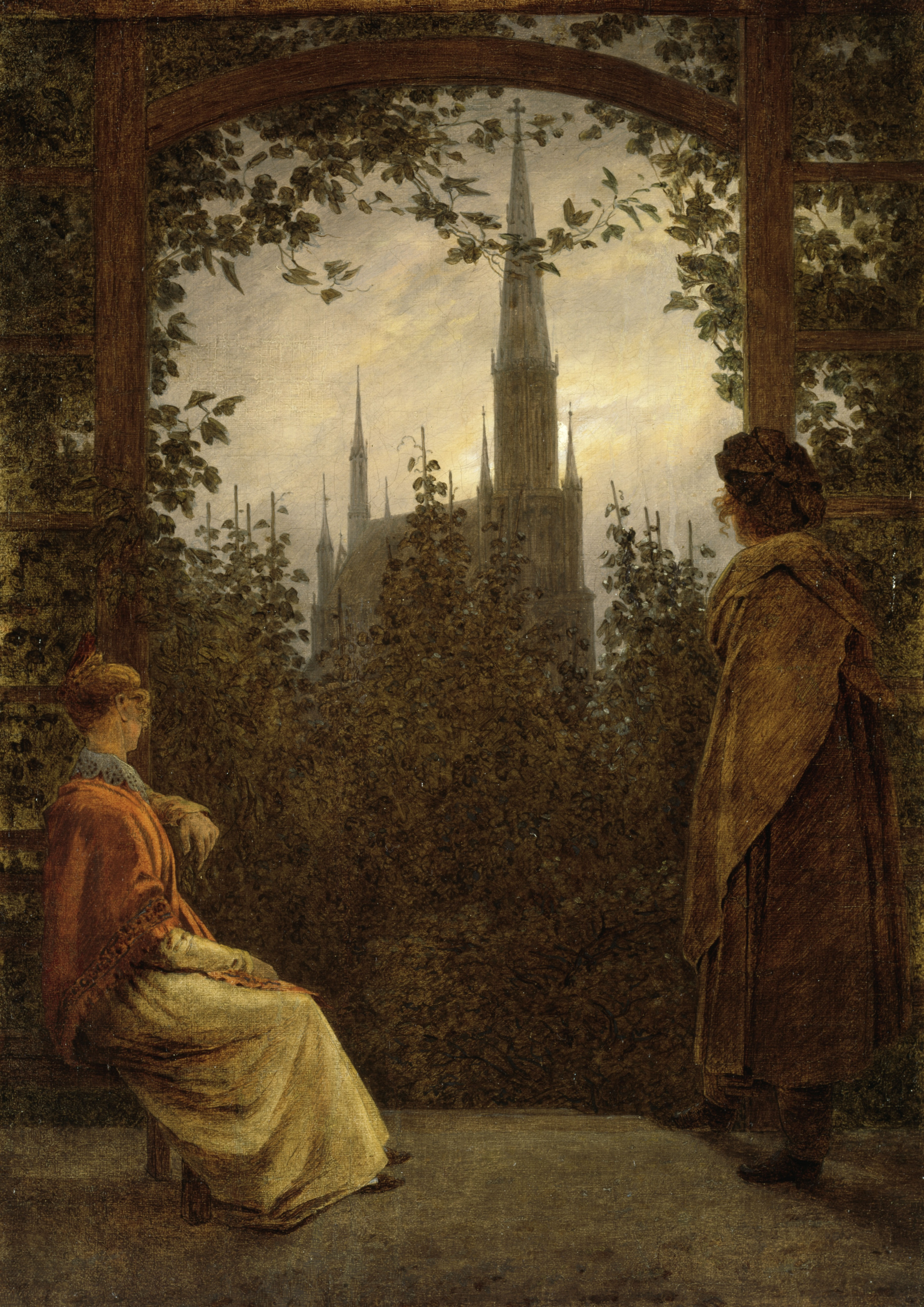
Caspar David Friedrich: Gartenlaube, 1818
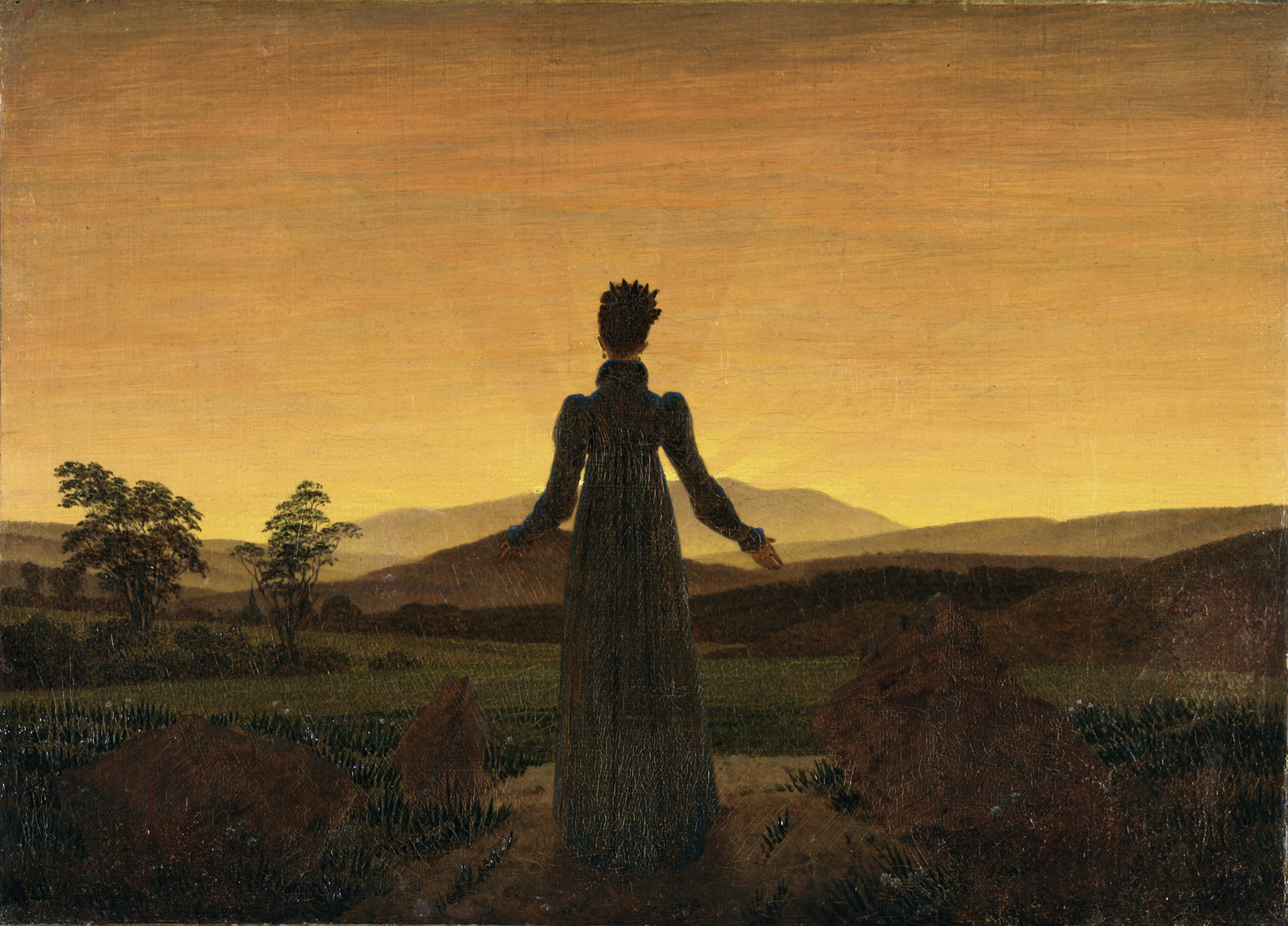
Caspar David Friedrich: Frau vor der untergehenden Sonne, 1817
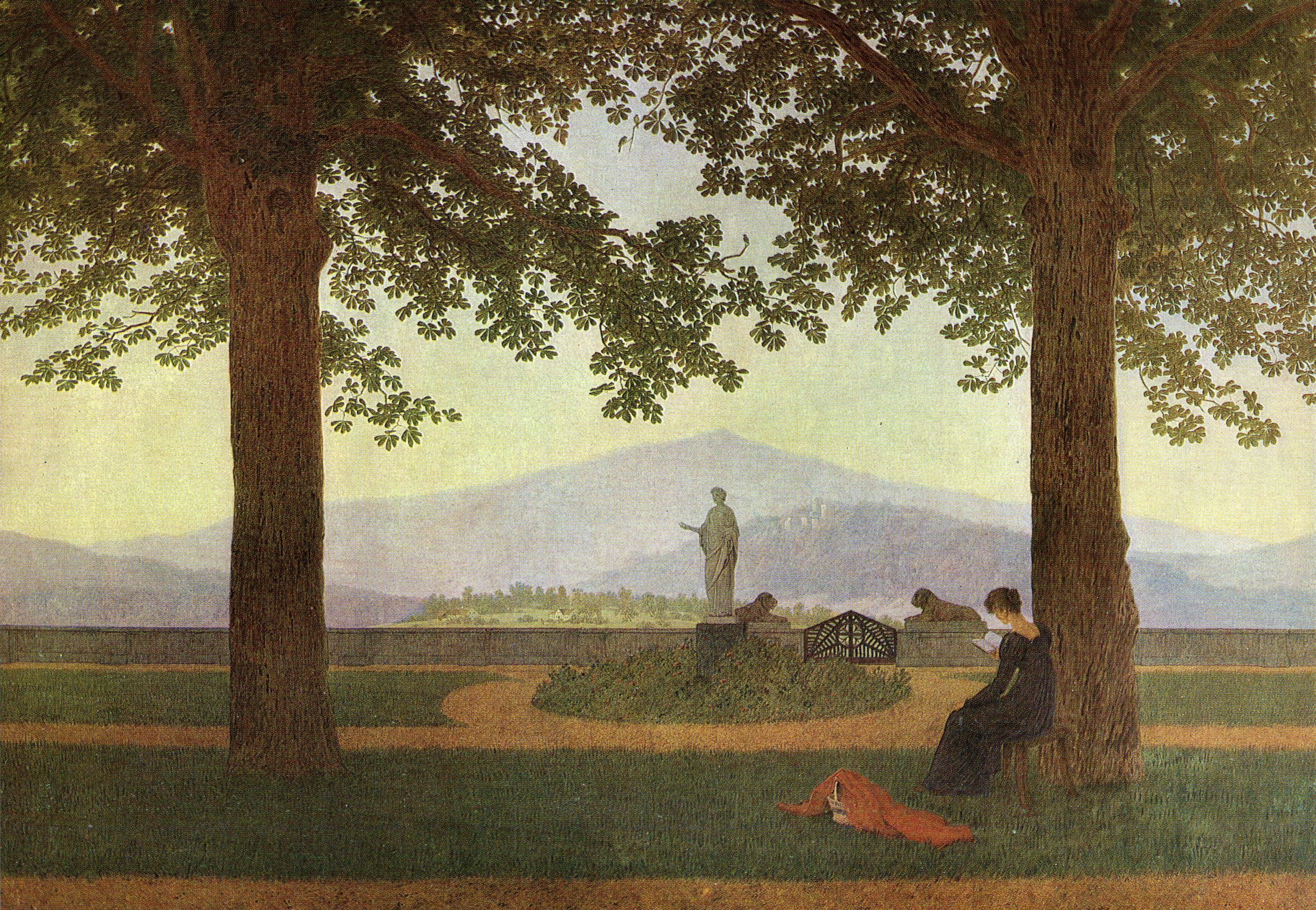
Caspar David Friedrich: Gartenterrasse, 1811
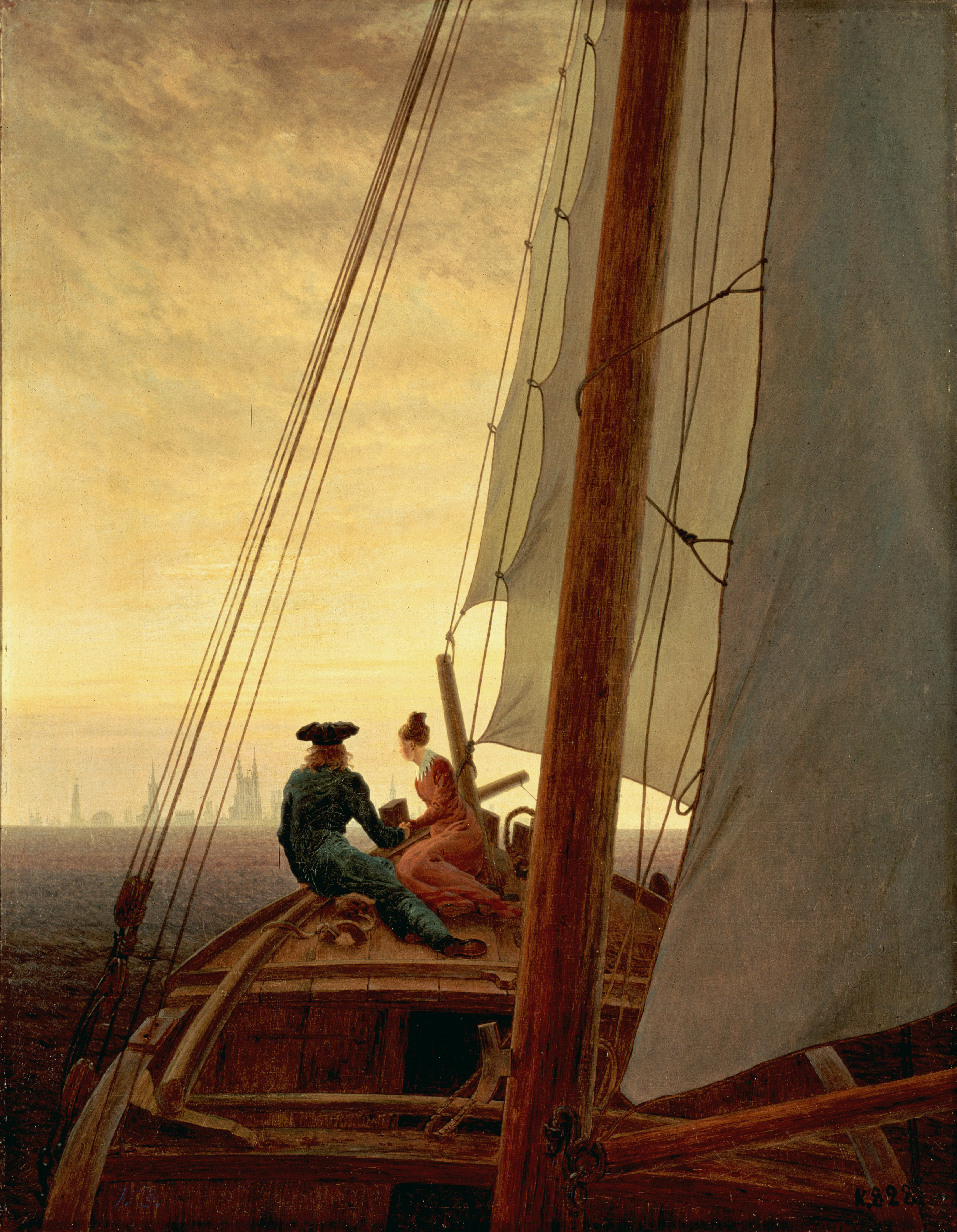
Caspar David Friedrich: Auf dem Segler, 1818
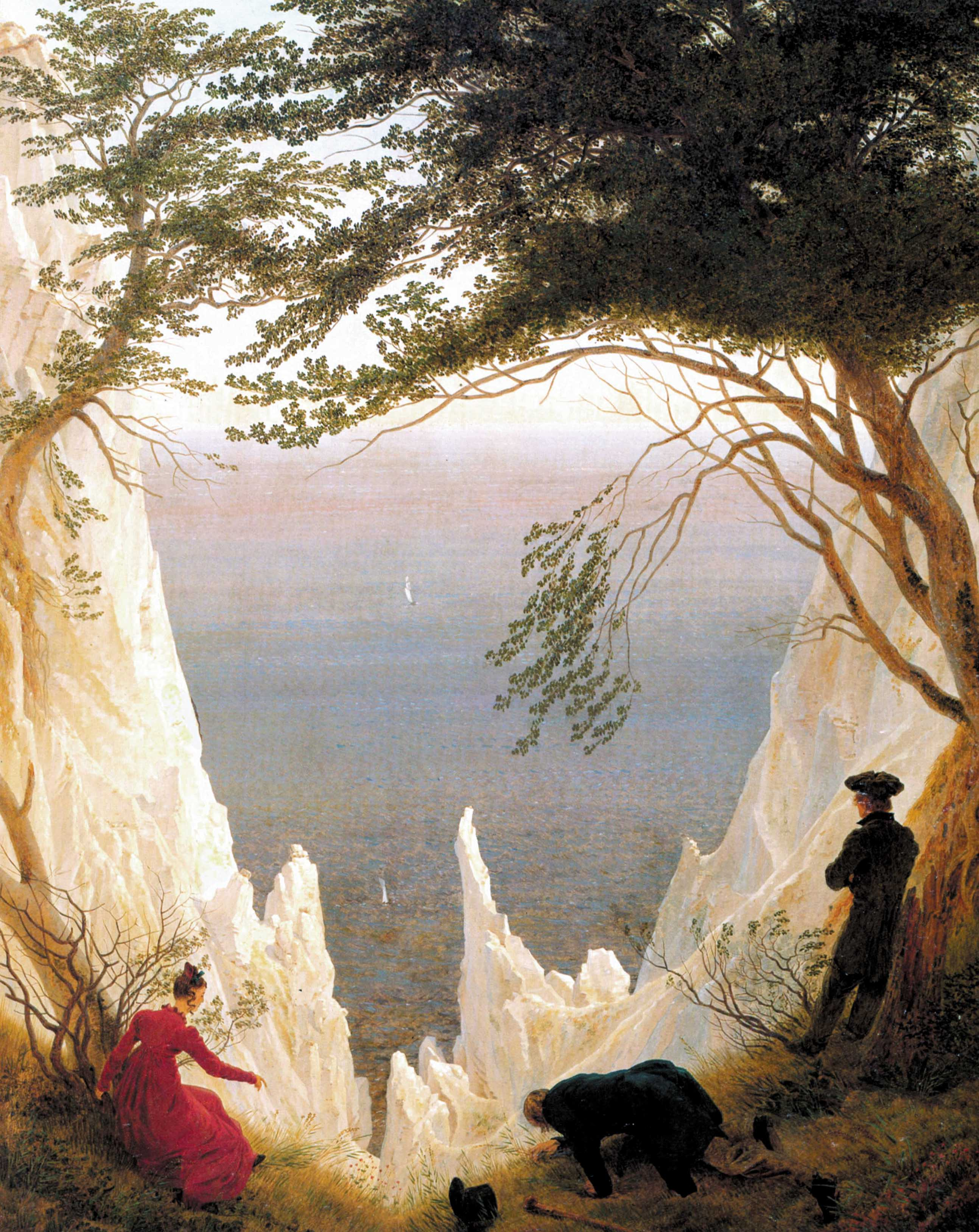
Caspar David Friedrich: Kreidefelsen auf Rügen, 1818
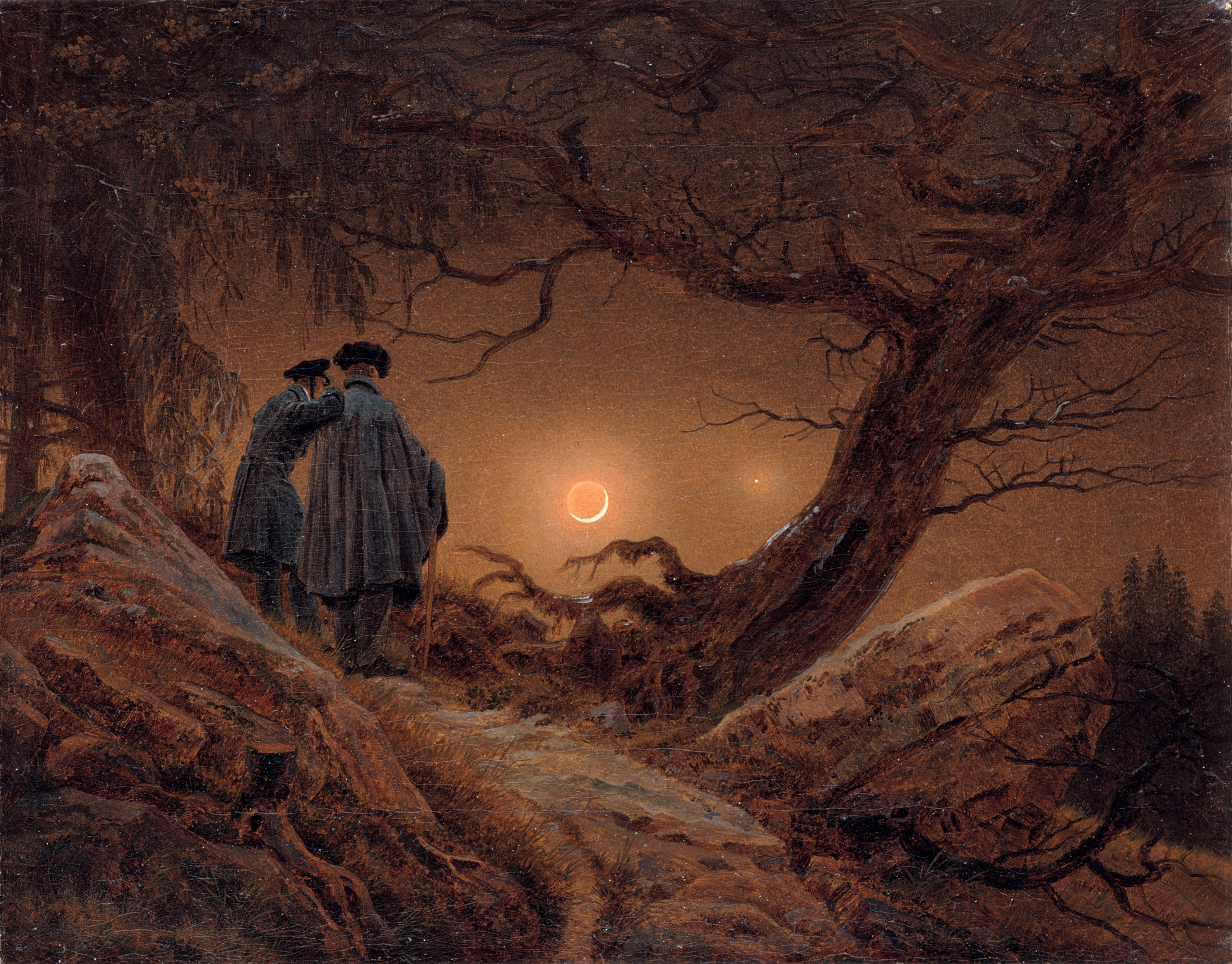
Caspar David Friedrich: Zwei Männer in Betrachtung des Mondes, 1819

### René Magritte
In der Moderne treten das Erbe von Caspar David Friedrichs Rückenfiguren nicht die zahlreichen populären Adaptionen mit einer positiven Sinnaussage an, sondern die sinnverneinenden surrealistischen Montagen René Magrittes. Eine bildkritische Deutung der Rückenfigur der Romantik betreibt der Maler exemplarisch in dem Gemälde La Reproduction interdite von 1937. Indem er die Rückenansicht im Spiegel dupliziert, entzieht er dem Motiv die Logik der Subjekt-Objekt-Beziehung. Während ein Gegenstand, das auf dem Bord liegende Buch, real gespiegelt wird, findet der Blick des Subjekts kein Gegenüber. Das von Friedrich praktizierte Prinzip der Bildwiederholung der Rückenfiguren wird von Magritte noch einmal radikalisiert. Die emotionale Deutung einer Sehnsuchtsperspektive scheint ebenso unmöglich wie ein Dialog von Vorder- und Hintergrund. Strukturell steht das Bild in der Tradition des kubistischen Rastermotivs von Picasso und Braque, propagiert aber das Kunstbild als Replik im Zeitalter der technischen Reproduktion.

### Rückenakt

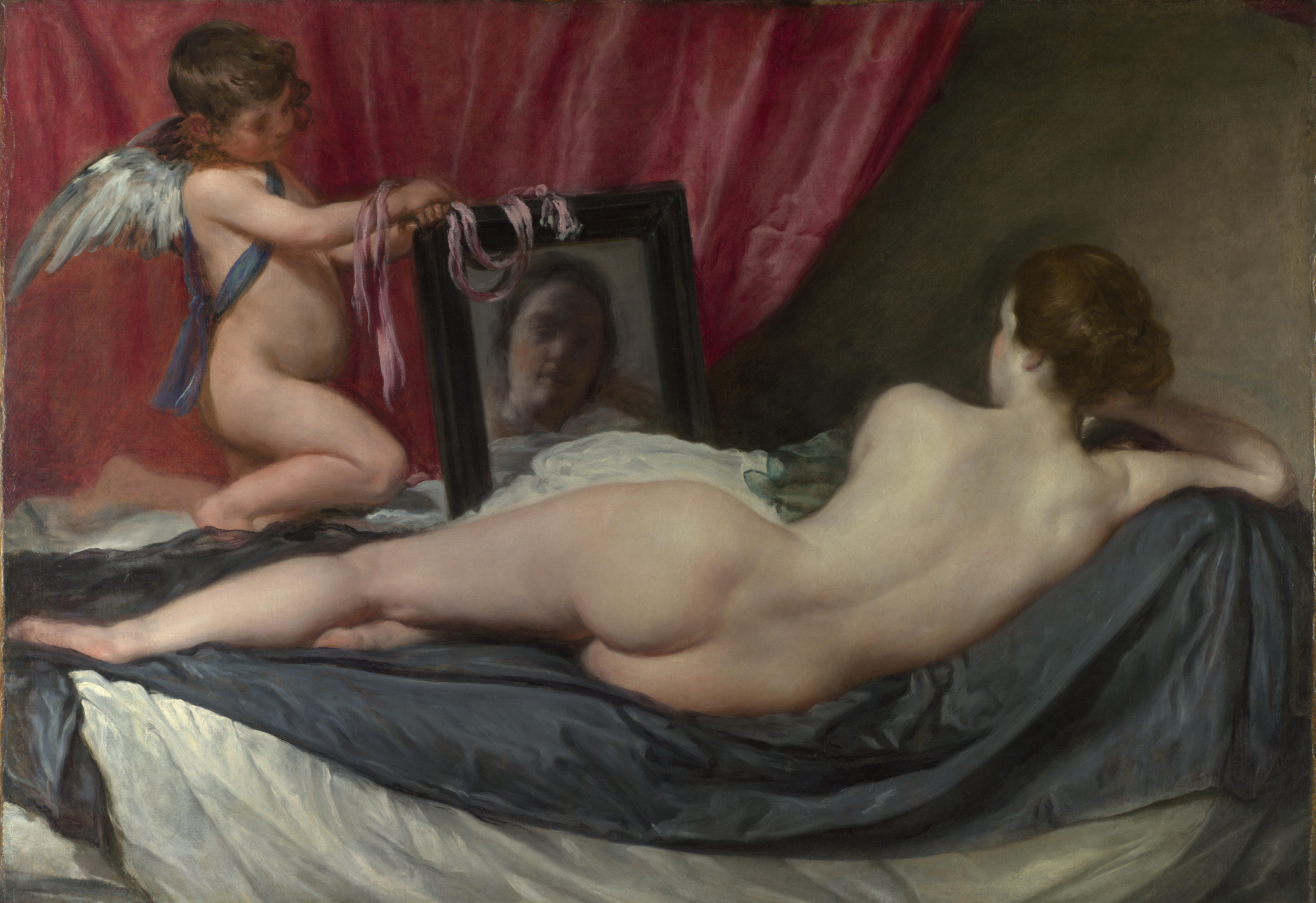
Velázquez: Venus vor dem Spiegel, 1648–1651

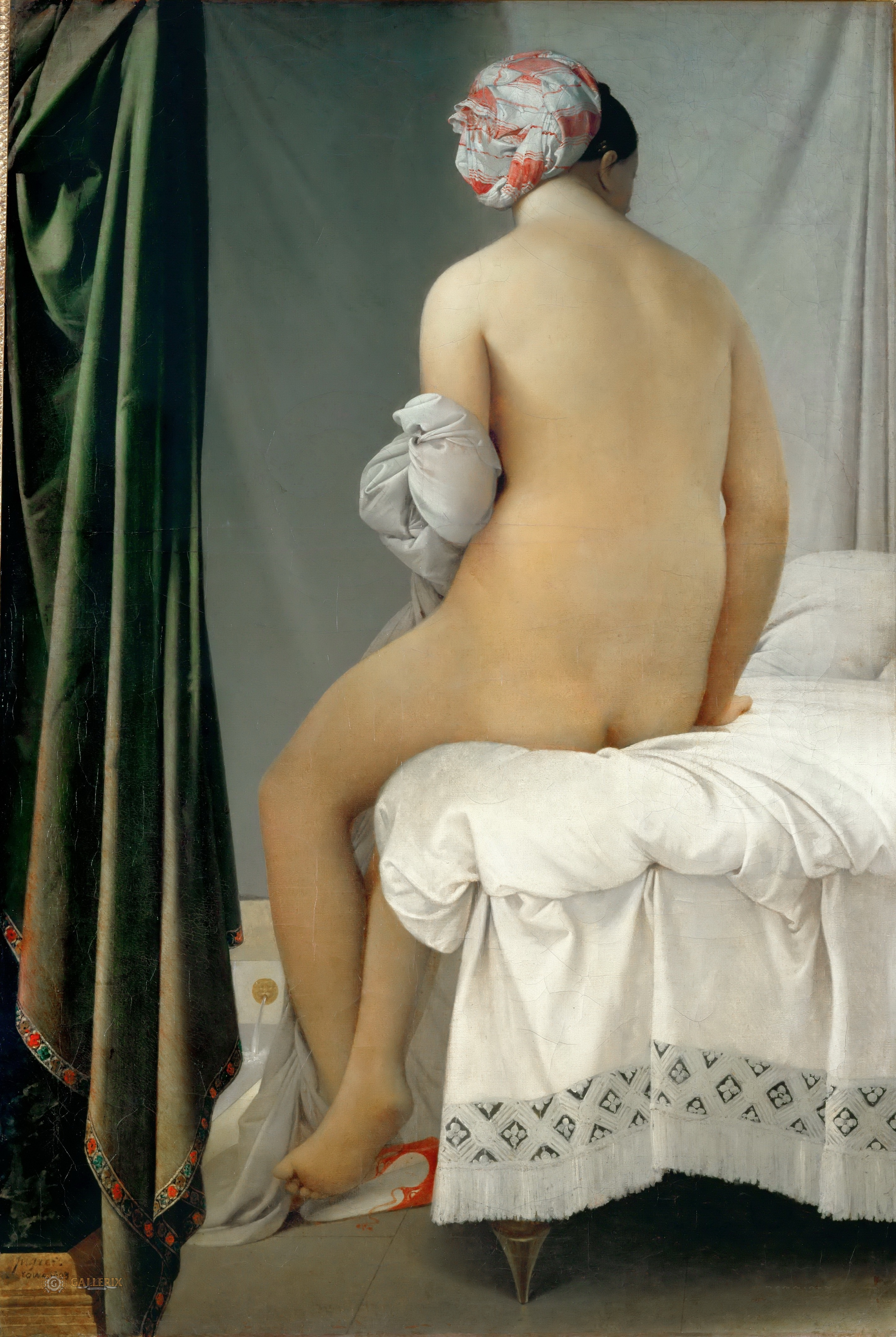
Dominique Ingres: Die Badende von Valpincon, 1808

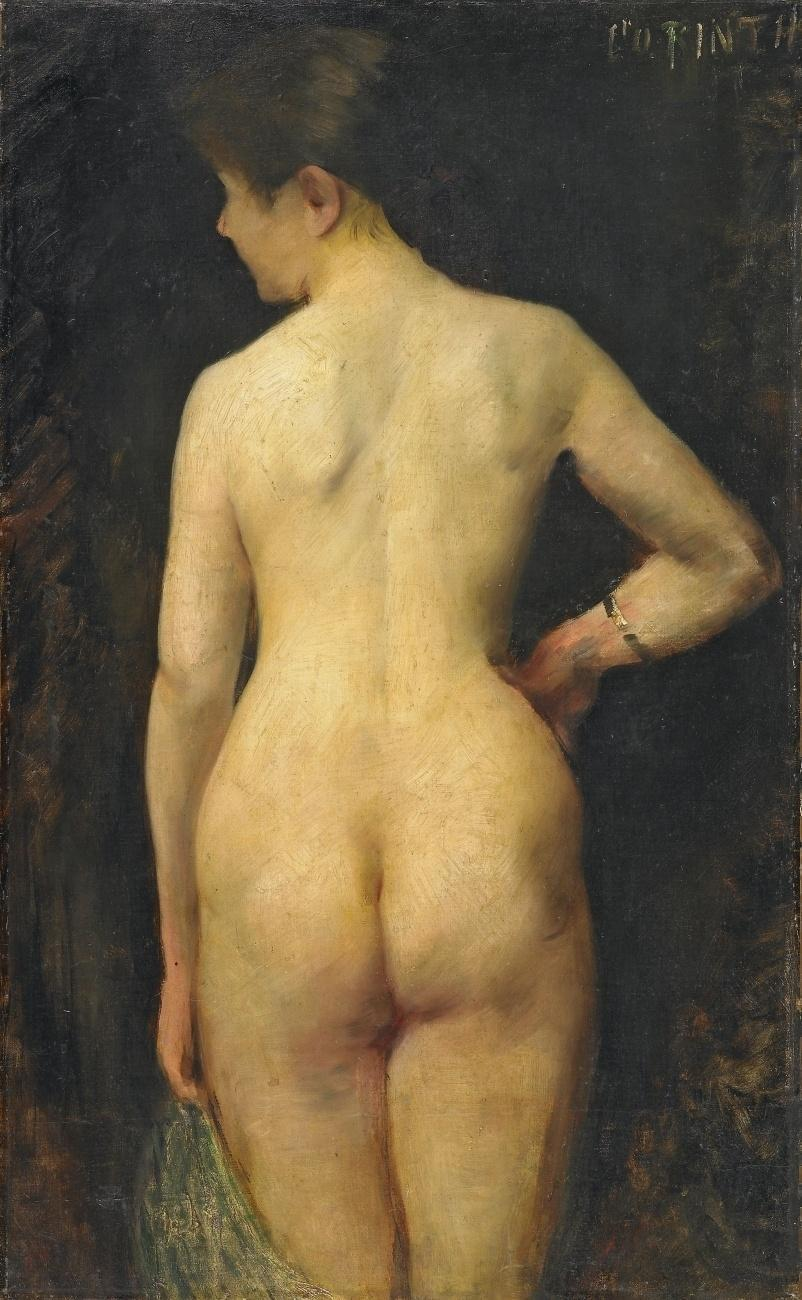
Lovis Corinth: Weiblicher Rückenakt, 1885

Die Rückenfigur in Gestalt des Akts gilt als die künstlerische Auseinandersetzung mit der Neugier des Voyeurismus. In der Dialektik von Zeigen und Verbergen wird die subjektive Personalität verborgen und gleichsam Intimität sichtbar gemacht. Mit der Entdeckung der Körperlichkeit durch die Kunst der Renaissance und der Kultivierung im Barock etablierte sich das Genre des Rückenakts der Malerei. Die Barockmaler spielen mit den Möglichkeiten, die vor allem das erotisierte Objekt bietet. Velázquez präsentiert bei seiner Venus vor dem Spiegel eine narzisstische Schönheit, die sich ihr Gesicht von Amor im Spiegel zeigen lässt. Was als Ablenkung vom Körper der Venus erscheint, erweist sich als die Betonung der erotischen Rückenpartie, denn die Gesichtszüge sind leicht verschwommen und nicht im Detail zu erkennen. Es ist eine Etüde der Selbstreflexion über die Malerei und ihr Objekt. Jean-Auguste-Dominique Ingres entfaltet an der Schwelle des 19. Jahrhunderts mit dem Gemälde Die Badende von Valpincon jene subtile Begehrlichkeit, mit der das Unsichtbare einen größeren Reiz auf den Betrachter ausübt als das zu Sehende. In der kühlen Stilistik des Klassizismus offenbart die Rückenfigur im Kontext der andeutenden Bilddetails, des einlaufenden Badewassers ebenso wie des Vorhangs als Metapher des Verhüllens, eine bis dahin nicht gekannte erotische Wirkung. Salvador Dalís doppelter Rückenakt Meine nackte Frau bei der Betrachtung ihres eigenen Körpers zeigt in der Duplizierung eine surreal dekonstruierte Rückenpartie, die die Schönheit des Objektes im Auge des Betrachters lässt. Im Bereich der Zeichnung gehört der Rückenakt zu den elementaren Körperstudien.

### Fenstermotiv
Das Fenstermotiv in der Malerei wird oft mit der Rückenfigur verknüpft. Der von hinten aufgenommene, aus dem Fenster schauende Mensch vermittelt als Bildsubjekt die Fenstersymbolik für Sehnsucht, Grenzerfahrung zwischen Innen und Außen, Geborgenheit und Gefahr, Einsamkeit und Welt. Wobei das Gemälde selbst so etwas wie ein Fenster zu einer vom Maler erfundenen oder zugänglichen historischen Welt ist. Caspar David Friedrichs Bild Frau am Fenster zeigt seine Ehefrau am Atelierfenster und im Fensterausschnitt Pappeln sowie ein am Haus vorbeifahrendes Schiff. Heute gilt dieses Motiv als symbolisch für die romantische Sehnsuchtsperspektive von der Innen- auf die Außenwelt, vom Innenraum auf die Landschaft. Der Betrachter nimmt Teil am Betrachten. Das Tischbein-Aquarell Goethe am Fenster der römischen Wohnung am Corso bildet einen Kontrast zwischen dem dämmrig stillen Zimmer und der zu ahnenden lärmenden Straßenszene. Zugleich gestattet diese Augenblicksaufnahme auch eine intime Begegnung mit dem sonst meist würdevoll ins Bild gesetzten Dichterfürsten. In Umberto Boccionis Gemälde Die Straße dringt ins Haus kann der Rahmen des Fensters als durchsichtig oder aufgelöst angenommen werden. Die laute und bunte städtische Szene stürzt auf die Frau an der Brüstung ein, wird von ihr regelrecht absorbiert. Die Rückenfigur erscheint als Medium einer psychologischen Situation einer menschlichen Überforderung.

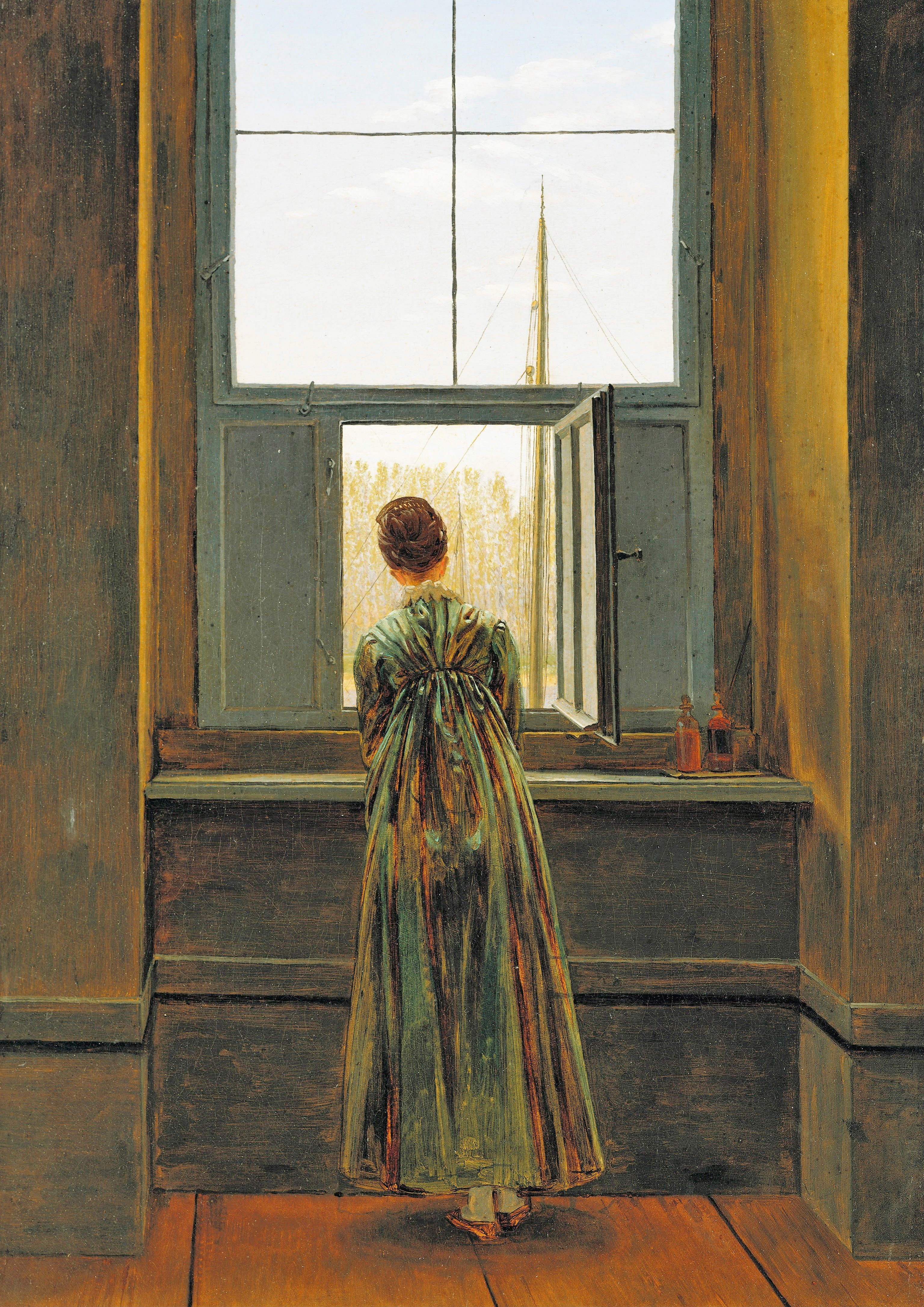
Caspar David Friedrich: Frau am Fenster, 1822
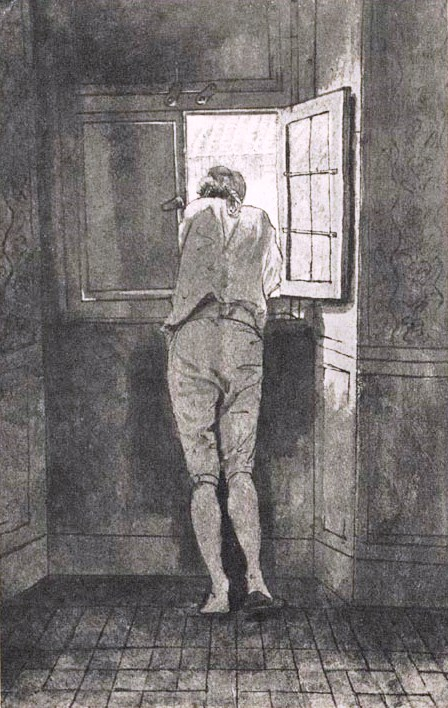
Johann Heinrich Wilhelm Tischbein: Goethe am Fenster der römischen Wohnung am Corso, 1787
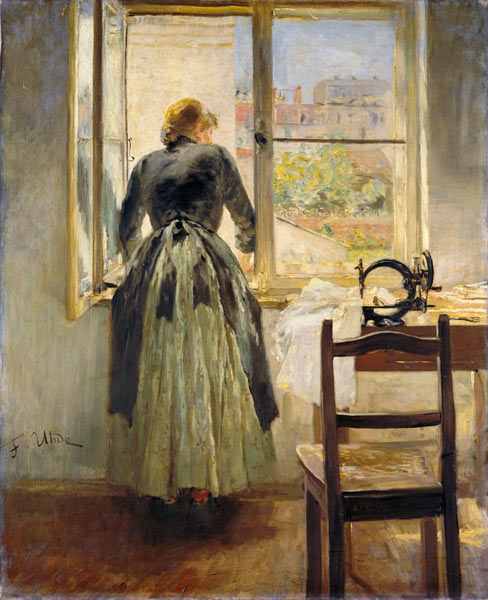
Fritz von Uhde: Mädchen am Fenster, 1890
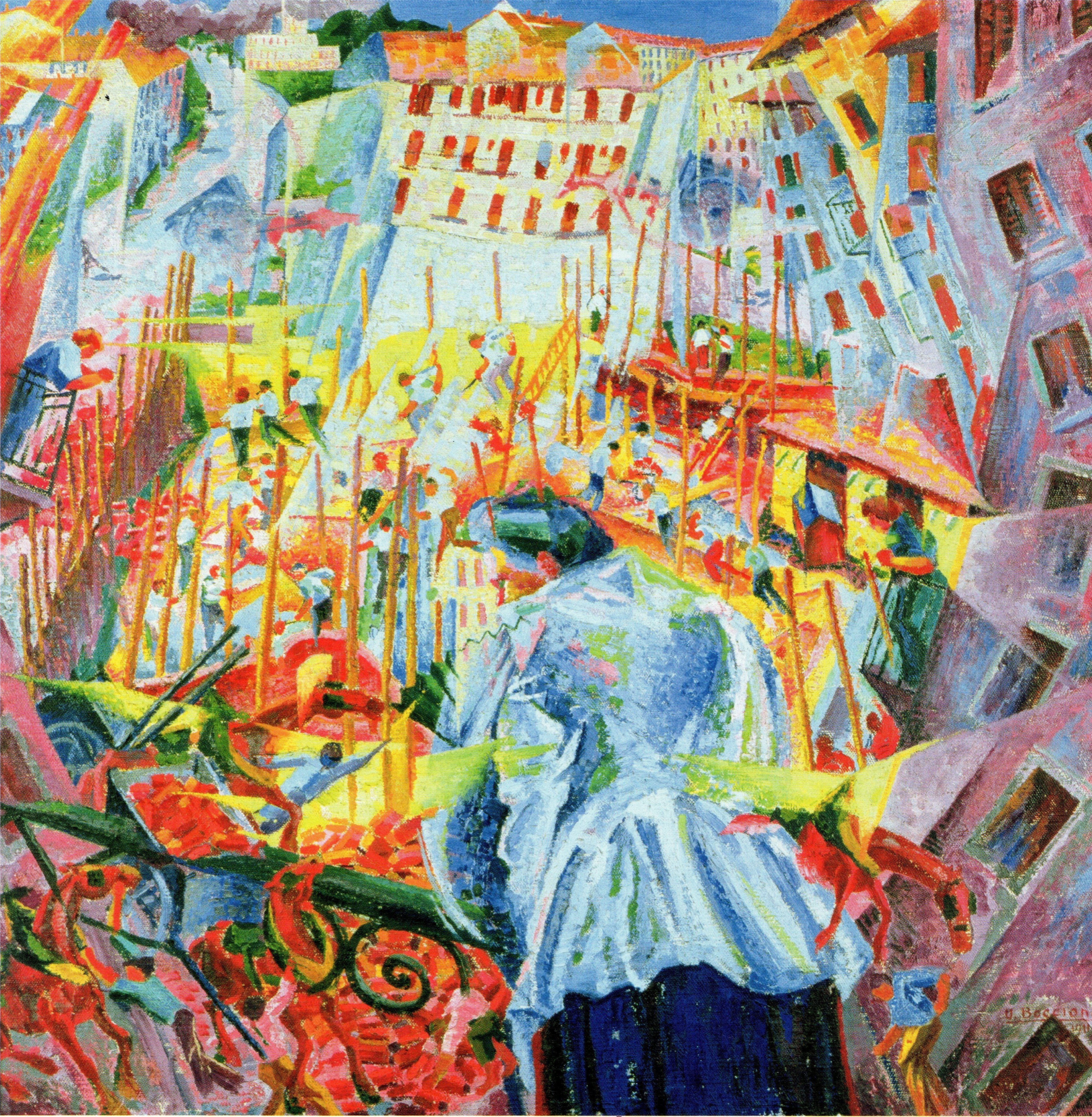
Umberto Boccioni: Die Straße dringt ins Haus, 1911

## Film
Wie in der Malerei korrespondieren im Spielfilm die Rückenfiguren spannungsvoll mit der räumlichen Tiefe der Bilder. Ihre Funktion ist durch die Erzählung selbst oder durch den Stil des Films begründet. Die Wirkung der Rückenansicht der Protagonisten wird filmgeschichtlich davon bestimmt, ob sie im Kontext konventioneller, modernistischer oder realistischer Bildgestaltung auftreten. In der Bildkomposition des konventionellen Films transportiert die Rückenfigur im Sinne von Erzählung und Dramaturgie klare Informationen, dient formal aber auch der Harmonisierung der Komposition. Im typischen Hollywoodfilm ist sie als Staffage eingesetzt, illustriert Emotionen wie Scham, Trauer oder Nachdenklichkeit (Fritz Lang Clash by Night, USA, 1952). Durch das Verbergen der Identität von Personen im Kriminalfilmen und ein damit einhergehendes Gefühl von Bedrohung und Gefahr gelten Rückenfiguren als wirkungsvolles Mittel, Spannung zu erzeugen, wie in (Robert Siodmaks The Spiral Staircase, SA 1945).
Im filmischen Modernismus kommt zu den tradierten Funktionen der Rückenfigur das erweiterte Moment der Zeit sowie die radikale Abkehr vom Frontalitätsprinzip. Jean-Luc Godards Vivre sa vie (F 1962) zeigt lange Einstellungen im Rücken von Filmfiguren mit unorthodoxen Perspektiven, außergewöhnlichen Schnitten und verschobenen Kamerawinkeln. So wird eine Ästhetik des Bruchstückhaften und des Unbehagens erzeugt, mit dem Gefühl der Entfremdung.
Es gibt Einstellungen, die weder in der konventionellen noch in der modernistischen Darstellungsweise ganz aufzugehen scheinen, einen Zug ins Naturalistische zeigen. In dem Film On the Waterfront (Elia Kazan, USA 1954), der im Milieu der Dockarbeiter spielt, wendet die zentrale Figur der Kamera den Rücken zu in Konfrontation einer Gruppe von Menschen. Hier wird durch die Aufstellung der beteiligten Personen soziale Kommunikation inszeniert. Der Film als Milieustudie orientiert sich stark an den Milieubildern der Malerei des 19. Jahrhunderts. Psychologisierende Körperhaltung der Rückenfigur ist ein Thema in David Wark Griffiths Streifen His Trust (USA 1910), in dem die Protagonistin von hinten aufgenommen ihr brennendes Haus beobachtet.  In Rosetta von Jean-Pierre und Luc Dardenne (B/F 1999) folgt die Kamera in Bewegung über weite Strecken der davonlaufenden Hauptfigur.

## Fotografie

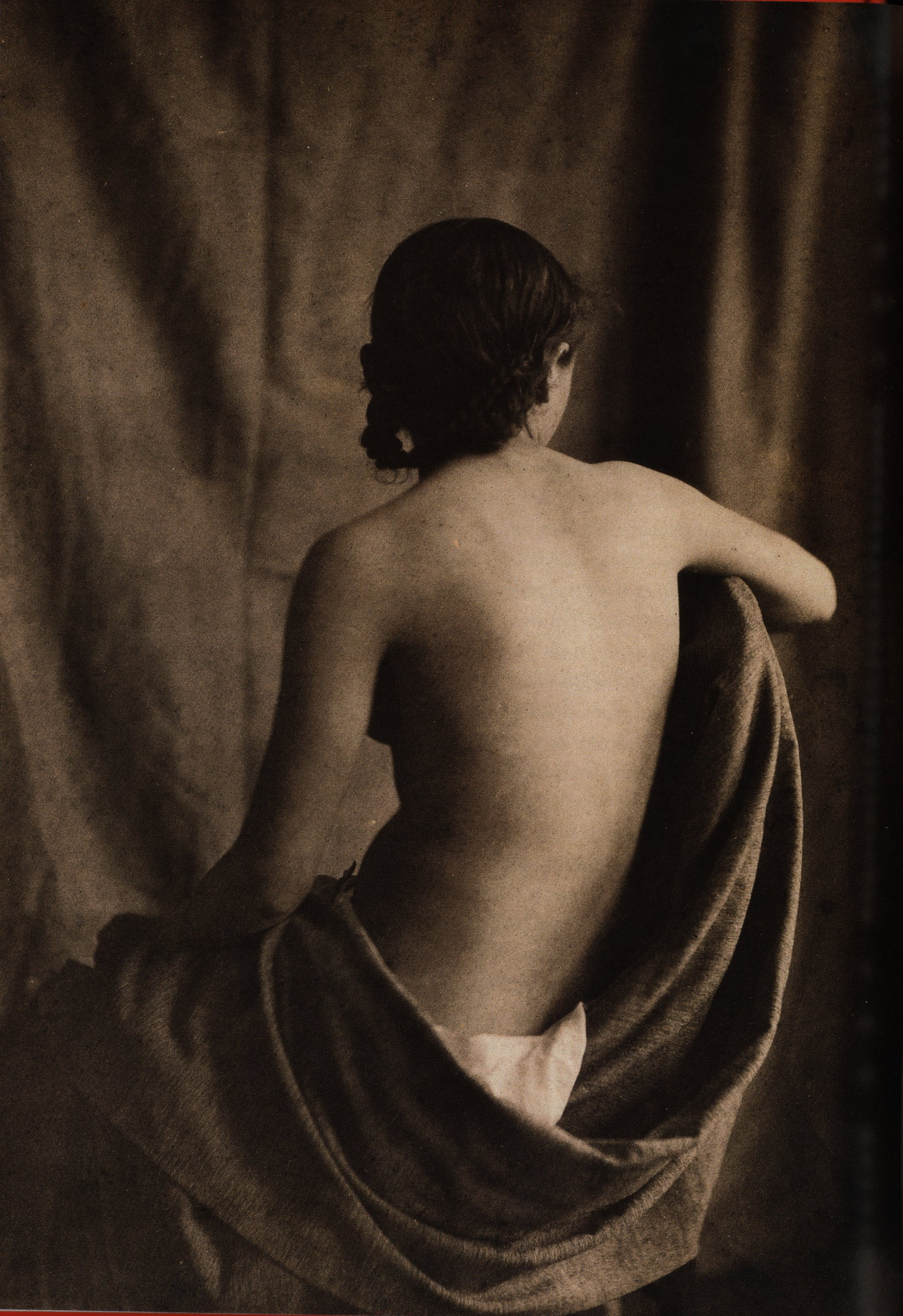
Eine der ersten Aktfotografien von Eugène Durieu (1853)

Die frühe Landschaftsfotografie hat sich deutlich an die Tradition der Malerei angelehnt. Staffagefiguren, etwa in Aufnahmen von Parks, sollen das Bild beleben und den Blick des Betrachters in die gewünschte Richtung lenken. Um 1900 entstehen in der malerischen Fotografie durch Bäume romantisch gerahmte Landschaftsausschnitte, vor denen von hinten aufgenommene Spaziergänger einen Sonnenuntergang anschauen und so wesentliche Vermittler der Bildstimmung sind. Im Genre der romantischen Landschaftsfotografie hat die Rückenfigur ihre Funktion der sentimentalen Verklärung von Aussichten behalten.
Zu den frühen Motiven der ersten Fotografen wie Eugène Durieu gehörte der Rückenakt, inspiriert von Motiven der Malerei. Der Maler Eugène Delacroix fotografierte seine Aktmodelle selbst.
In der surrealistischen Fotografie verzierte Man Ray den Rücken seiner Geliebte Kiki de Montparnasse mit zwei f-Löchern. Das Foto ging unter dem Titel Le violon d’Ingres (1924) als eines seiner berühmtesten Werke in die Geschichte der Fotografie ein. Diese symbolische Aufladung der Rückenfigur verhalf der Fotografie ein Stück weit zur Anerkennung als Kunstform.
In den sozialen Landschaften der 1960er Jahre von Garry Winogrand und Lee Friedlander und des amerikanischen Photo-op kommt der Fotograf als Rückenfigur oder Schattenfigur ins Bild. In Europa inszeniert Henri Cartier-Bresson in einem politischen Bild den Blick von drei Männern über Die Berliner Mauer (1962).
In der modernen Fotografie ist die Auseinandersetzung mit der Rückenfigur Caspar David Friedrichs ein beliebter Topos. Dan Graham verleiht seinen Rückenfiguren in dem View Interieur. Highwayrestaurant, New Jersey (1967) eine geradezu hypnotische Realität. Der britische Fotograf Alex Boyd hat seine Serie konzeptioneller und figurativer Landschaftsfotografie mit dem Titel Sonnets kompositorisch an Caspar David Friedrichs Rückenfiguren, insbesondere an der des Mönchs am Meer, orientiert. Er thematisiert damit die schottische Nationalidentität in der schottischen Kunst.